# Olympische Sommerspiele 2020/Leichtathletik – 100 m (Frauen)
Der 100-Meter-Lauf der Frauen bei den Olympischen Spielen 2020 in Tokio wurde vom 30. bis 31. Juli 2021 im Nationalstadion ausgetragen.
Es gab einen Dreifacherfolg für Sprinterinnen aus Jamaika. Olympiasiegerin wurde Elaine Thompson-Herah vor Shelly-Ann Fraser-Pryce. Bronze ging an Shericka Jackson.

## Aktuelle Titelträgerinnen
| Olympiasiegerin                         | Elaine Thompson ( Jamaika)           | 10,71 s | Rio de Janeiro 2016 |
| Weltmeisterin                           | Shelly-Ann Fraser-Pryce ( Jamaika)   | 10,71 s | Doha 2019           |
| Europameisterin                         | Dina Asher-Smith ( Großbritannien)   | 10,85 s | Berlin 2018         |
| Nord-/Zentralamerika-/Karibik-Meisterin | Jenna Prandini ( USA)                | 10,96 s | Toronto 2018        |
| Südamerikameisterin                     | Vitória Cristina Rosa ( Brasilien)   | 11,24 s | Lima 2019           |
| Asienmeisterin                          | Olga Safronowa ( Kasachstan)         | 11,17 s | Doha 2019           |
| Afrikameisterin                         | Marie-Josée Ta Lou ( Elfenbeinküste) | 11,15 s | Asaba 2018          |
| Ozeanienmeisterin                       | Zoe Hobbs ( Neuseeland)              | 11,54 s | Townsville 2019     |

## Rekorde

### Bestehende Rekorde
| Weltrekord         | Florence Griffith-Joyner ( USA) | 10,49 s | Indianapolis, USA                | 16. Juli 1988      |
| Olympischer Rekord | Florence Griffith-Joyner ( USA) | 10,62 s | Viertelfinale OS Seoul, Südkorea | 24. September 1988 |

### Rekordverbesserungen
In diesem Wettbewerb wurde der olympische Rekord verbessert. Außerdem gab es einen Kontinentalrekord und sechs Landesrekorde.
- Olympischer Rekord:
  - 10,61 s – Elaine Thompson-Herah (Jamaika), Finale am 31. Juli bei einem Gegenwind von 0,6 m/s
- Kontinentalrekord:
  - 10,78 s (Afrikarekord) – Marie-Josée Ta Lou (Elfenbeinküste), vierter Vorlauf am 30. Juli bei einem Gegenwind von 0,3 m/s
- Landesrekorde:
  - 13,29 s – Kamia Yousufi (Afghanistan), erste Vorausscheidung am 30. Juli bei einem Rückenwind von 0,3 m/s
  - 11,76 s – Asimenye Simwaka (Malawi), dritte Vorausscheidung am 30. Juli bei einem Rückenwind von 0,8 m/s
  - 12,16 s – Hanna Barakat (Palästina), dritte Vorausscheidung am 30. Juli bei einem Rückenwind von 0,8 m/s
  - 11,68 s – Asimenye Simwaka (Malawi), erster Vorlauf am 30. Juli bei einem Gegenwind von 0,1 m/s
  - 10,91 s – Ajla Del Ponte (Schweiz), fünfter Vorlauf am 30. Juli bei einem Rückenwind von 1,3 m/s
  - 11,12 s – Gina Bass (Gambia), fünfter Vorlauf am 30. Juli bei einem Rückenwind von 1,3 m/s

## Vorausscheidung
Vor der eigentlichen Vorrunde gab es drei Ausscheidungsläufe, Für die Vorrunde qualifizierten sich pro Lauf die ersten drei Athletinnen (hellblau unterlegt). Darüber hinaus kam die Zeitschnellste – Lucky Loser (hellgrün unterlegt) – weiter.

### Lauf 1

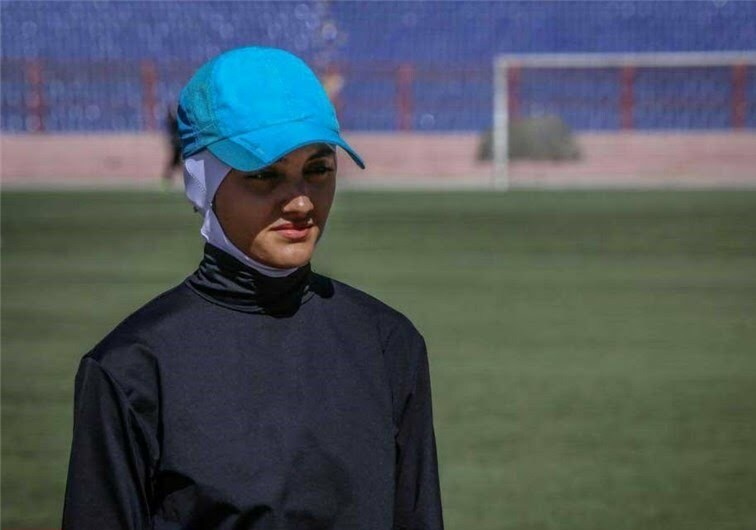
Kamia Yousufi – ausgeschieden mit afghanischem Landesrekord als Siebte der ersten Vorausscheidung

30. Juli 2021, Start: 9:00 Uhr (2:00 Uhr MESZ)
Wind: +0,3 m/s
| Platz | Name                     | Nation              | Zeit (s) | Anmerkung |
| ----- | ------------------------ | ------------------- | -------- | --------- |
| 1     | Natacha Ngoye Akamabi    | Republik Kongo      | 11,47    | SB        |
| 2     | Maggie Barrie            | Sierra Leone        | 11,53    | SB        |
| 3     | Amya Clarke              | St. Kitts und Nevis | 11,67    |           |
| 4     | Djénébou Danté           | Mali                | 12,12    | SB        |
| 5     | Hadel Aboud              | Libyen              | 12,70    | PB        |
| 6     | Bashair Obaid al-Manwari | Katar               | 13,12    | PB        |
| 7     | Kamia Yousufi            | Afghanistan         | 13,29    | NR        |
| 8     | Alba Mbo Nchama          | Äquatorialguinea    | 13,36    | PB        |
| 9     | Amed Elna                | Komoren             | 14,30    | PB        |

### Lauf 2

Zweites Vorausscheidungsrennen (v. l. n. r.):
Mudhawi al-Shammari, Fasihi Farzaneh, Sarswati Chaudhary, Yasmeen al-Dabbagh

30. Juli 2021, Start: 9:07 Uhr (2:07 Uhr MESZ)
Wind: +0,5 m/s
| Platz | Name                | Nation            | Zeit (s) | Anmerkung |
| ----- | ------------------- | ----------------- | -------- | --------- |
| 1     | Fasihi Farzaneh     | Iran              | 11,76    |           |
| 2     | Azreen Nabila Alias | Malaysia          | 11,77    | PB        |
| 3     | Mudhawi al-Shammari | Kuwait            | 11,82    |           |
| 4     | Regine Tugade       | Guam              | 12,17    | SB        |
| 5     | Charlotte Afriat    | Monaco            | 12,35    |           |
| 6     | Silina Pha Aphay    | Laos              | 12,41    | SB        |
| 7     | Hsieh Hsi-en        | Chinesisch Taipeh | 12,49    | PB        |
| 8     | Sarswati Chaudhary  | Nepal             | 12,91    | SB        |
| 9     | Yasmeen al-Dabbagh  | Saudi-Arabien     | 13,34    |           |

### Lauf 3
30. Juli 2021, Start: 9:14 Uhr (2:14 Uhr MESZ)
Wind: +0,8 m/s
| Platz | Name               | Nation              | Zeit (s) | Anmerkung |
| ----- | ------------------ | ------------------- | -------- | --------- |
| 1     | Joella Lloyd       | Antigua und Barbuda | 11,55    |           |
| 2     | Asimenye Simwaka   | Malawi              | 11,76    | NR        |
| 3     | Alvin Tehupeiory   | Indonesien          | 11,89    | SB        |
| 4     | Carla Scicluna     | Malta               | 12,11    |           |
| 5     | Hanna Barakat      | Palästina           | 12,16    | NR        |
| 6     | Mazoon al-Alawi    | Oman                | 12,35    |           |
| 7     | Aïssata Deen Conté | Guinea              | 12,43    | PB        |
| 8     | Matie Stanley      | Tuvalu              | 14,52    | PB        |
| 9     | Houlèye Ba         | Mauretanien         | 15,26    | PB        |

## Vorrunde
Die Vorrunde wurde in sieben Läufen durchgeführt. Für das Halbfinale qualifizierten sich pro Lauf die ersten drei Athletinnen (hellblau unterlegt), Darüber hinaus kamen die drei Zeitschnellsten – Lucky Loser (hellgrün unterlegt) – weiter.

### Lauf 1

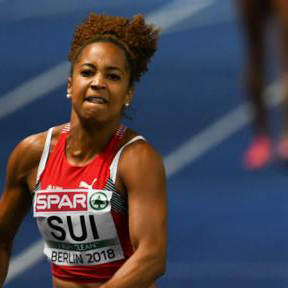
Salomé Kora – ausgeschieden als Fünfte des ersten Vorlaufs
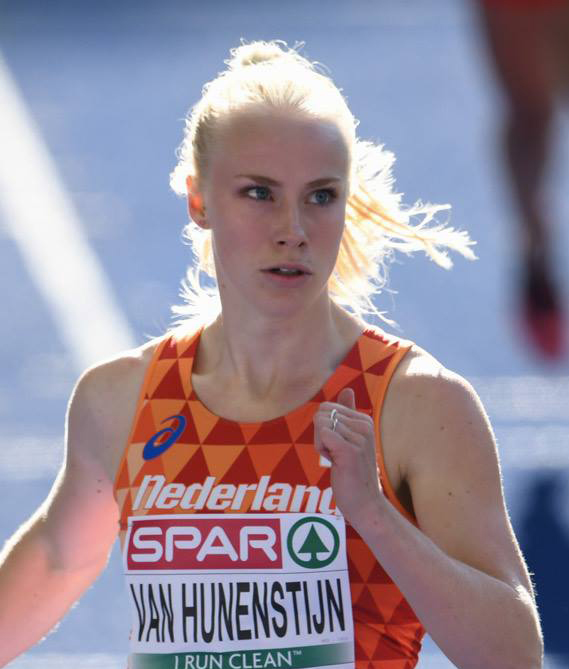
Marije van Hunenstijn – ausgeschieden als Sechste des ersten Vorlaufs
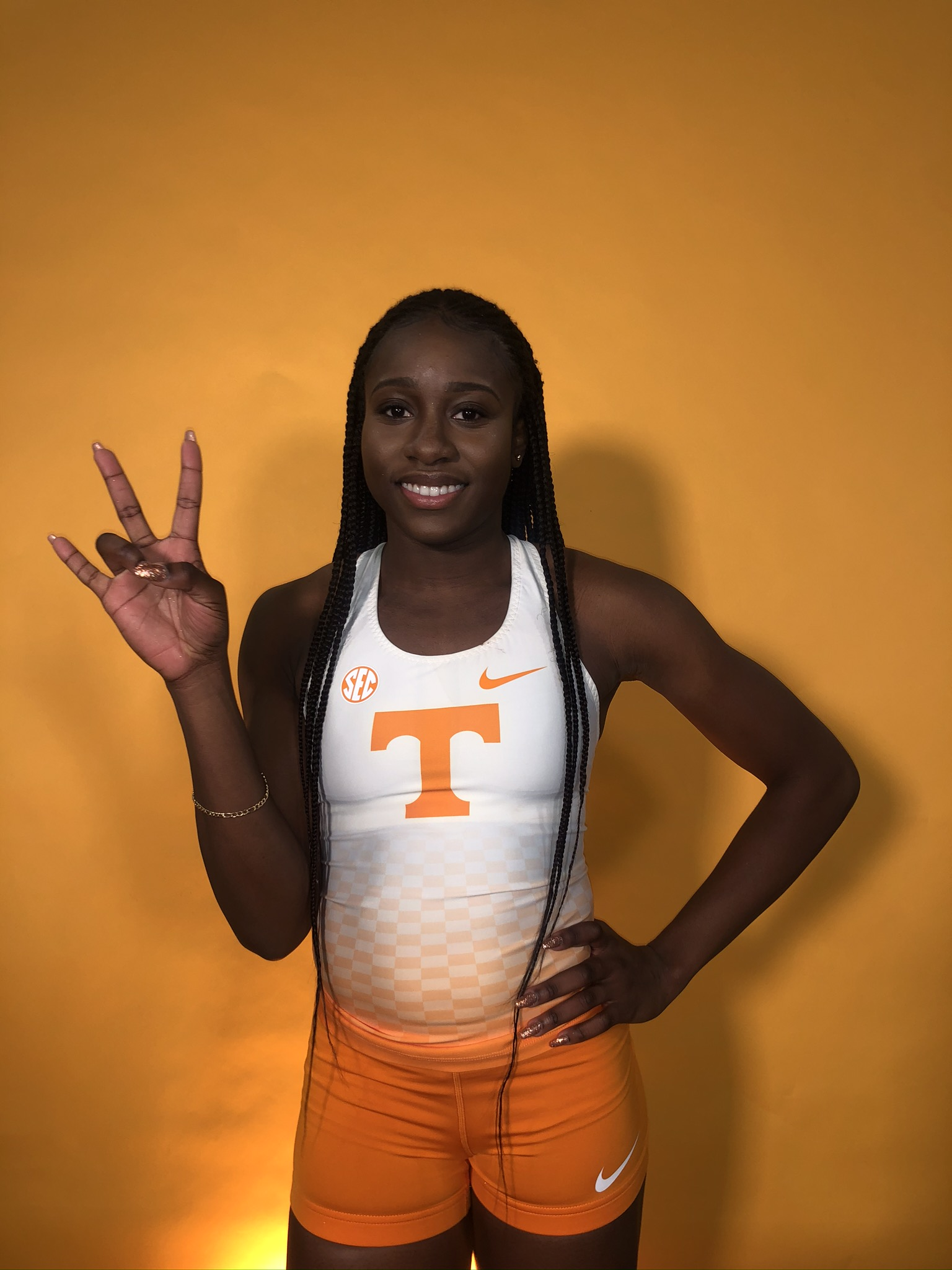
Joella Lloyd – ausgeschieden als Siebte des ersten Vorlaufs

Ergebnistafel zum dritten Vorlauf

30. Juli 2021, Start: 12:15 Uhr (05:15 Uhr MESZ)
Wind: −0,1 m/s
| Platz | Name                  | Nation              | Zeit (s) | Anmerkung |
| ----- | --------------------- | ------------------- | -------- | --------- |
| 1     | Teahna Daniels        | USA                 | 11,04    |           |
| 2     | Dina Asher-Smith      | Großbritannien      | 11,07    |           |
| 3     | Murielle Ahouré       | Elfenbeinküste      | 11,16    | SB        |
| 4     | Ge Manqi              | Volksrepublik China | 11,20    |           |
| 5     | Salomé Kora           | Schweiz             | 11,25    |           |
| 6     | Marije van Hunenstijn | Niederlande         | 11,27    | SB        |
| 7     | Joella Lloyd          | Antigua und Barbuda | 11,54    |           |
| 8     | Asimenye Simwaka      | Malawi              | 11,68    | NR        |

### Lauf 2

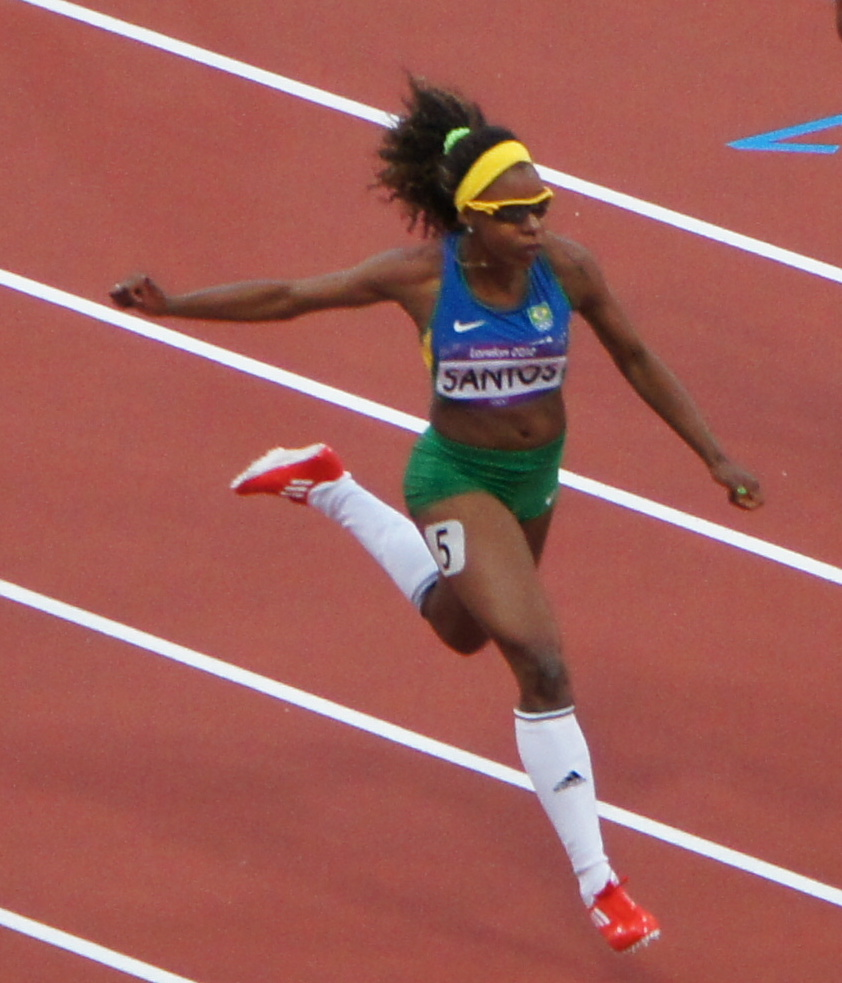
Rosângela Santos – ausgeschieden als Fünfte des zweiten Vorlaufs
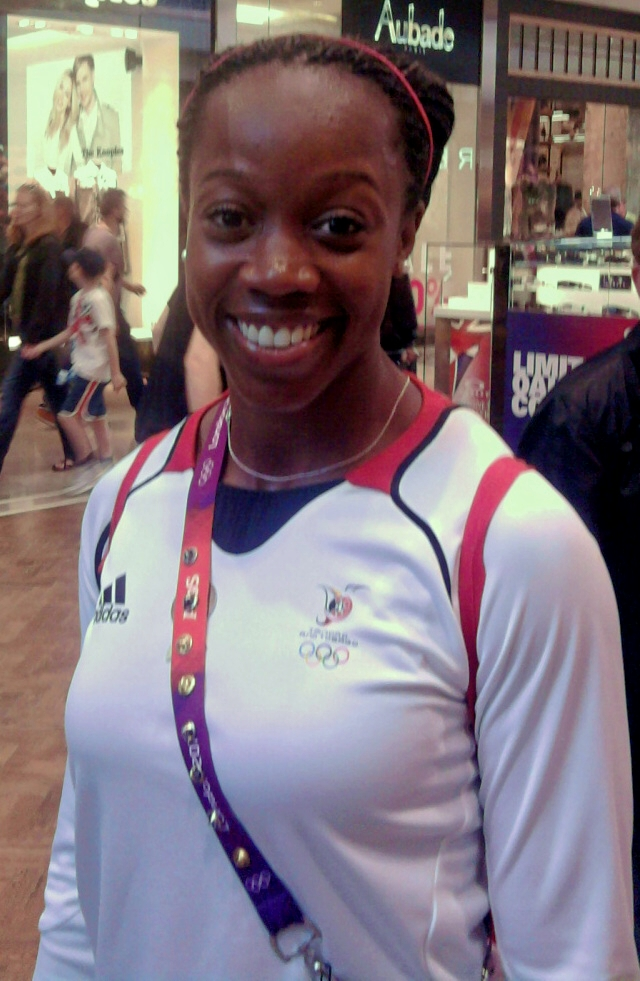
Kelly-Ann Baptiste – ausgeschieden als Sechste des zweiten Vorlaufs

30. Juli 2021, Start: 12:23 Uhr (05:23 Uhr MESZ)
Wind: +0,1 m/s
| Platz | Name                  | Nation              | Zeit (s) | Anmerkung |
| ----- | --------------------- | ------------------- | -------- | --------- |
| 1     | Elaine Thompson-Herah | Jamaika             | 10,82    |           |
| 2     | Mujinga Kambundji     | Schweiz             | 10,95    | NR        |
| 3     | Tatjana Pinto         | Deutschland         | 11,16    |           |
| 4     | Khamica Bingham       | Kanada              | 11,21    |           |
| 5     | Rosângela Santos      | Brasilien           | 11,33    | SB        |
| 6     | Kelly-Ann Baptiste    | Trinidad und Tobago | 11,48    |           |
| 7     | Vittoria Fontana      | Italien             | 11,53    |           |
| 8     | Alvin Tehupeiory      | Indonesien          | 11,92    |           |

### Lauf 3
30. Juli 2021, Start: 12:31 Uhr (05:31 Uhr MESZ)
Wind: −0,4 m/s
| Platz | Name                | Nation              | Zeit (s) | Anmerkung |
| ----- | ------------------- | ------------------- | -------- | --------- |
| 1     | Alexandra Burghardt | Deutschland         | 11,08    |           |
| 2     | Javianne Oliver     | USA                 | 11,15    |           |
| 3     | Anna Bongiorni      | Italien             | 11,35    |           |
| 4     | Rhoda Njobvu        | Sambia              | 11,40    | (,394)    |
| 5     | Liang Xiaojing      | Volksrepublik China | 11,40    | (,396)    |
| 6     | Tristan Evelyn      | Barbados            | 11,42    |           |
| 7     | Maggie Barrie       | Sierra Leone        | 11,45    | SB        |
| 8     | Farzaneh Fasihi     | Iran                | 11,79    |           |

Im dritten Vorlauf ausgeschiedene Sprinterinnen:

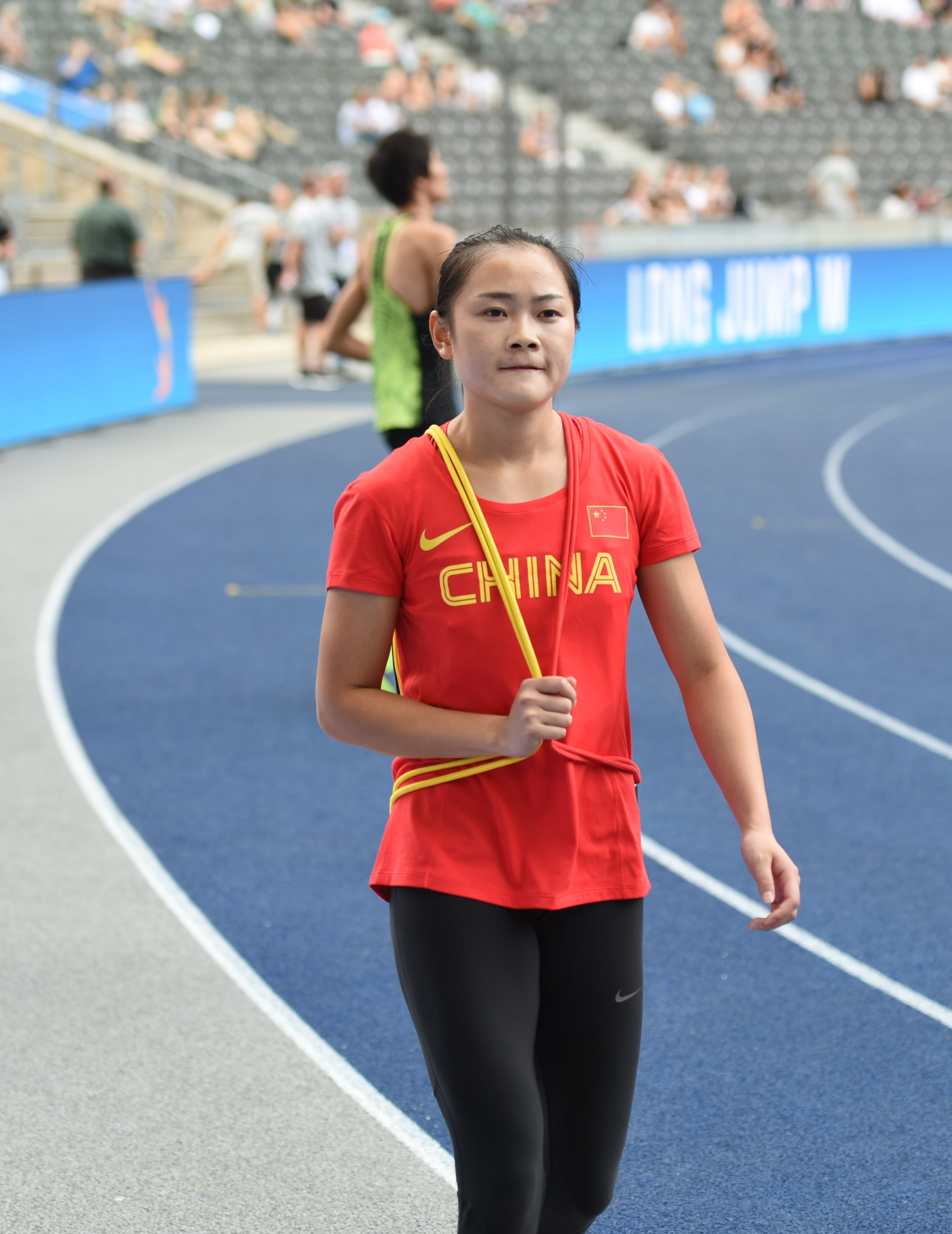
Liang Xiaojing – Rang fünf
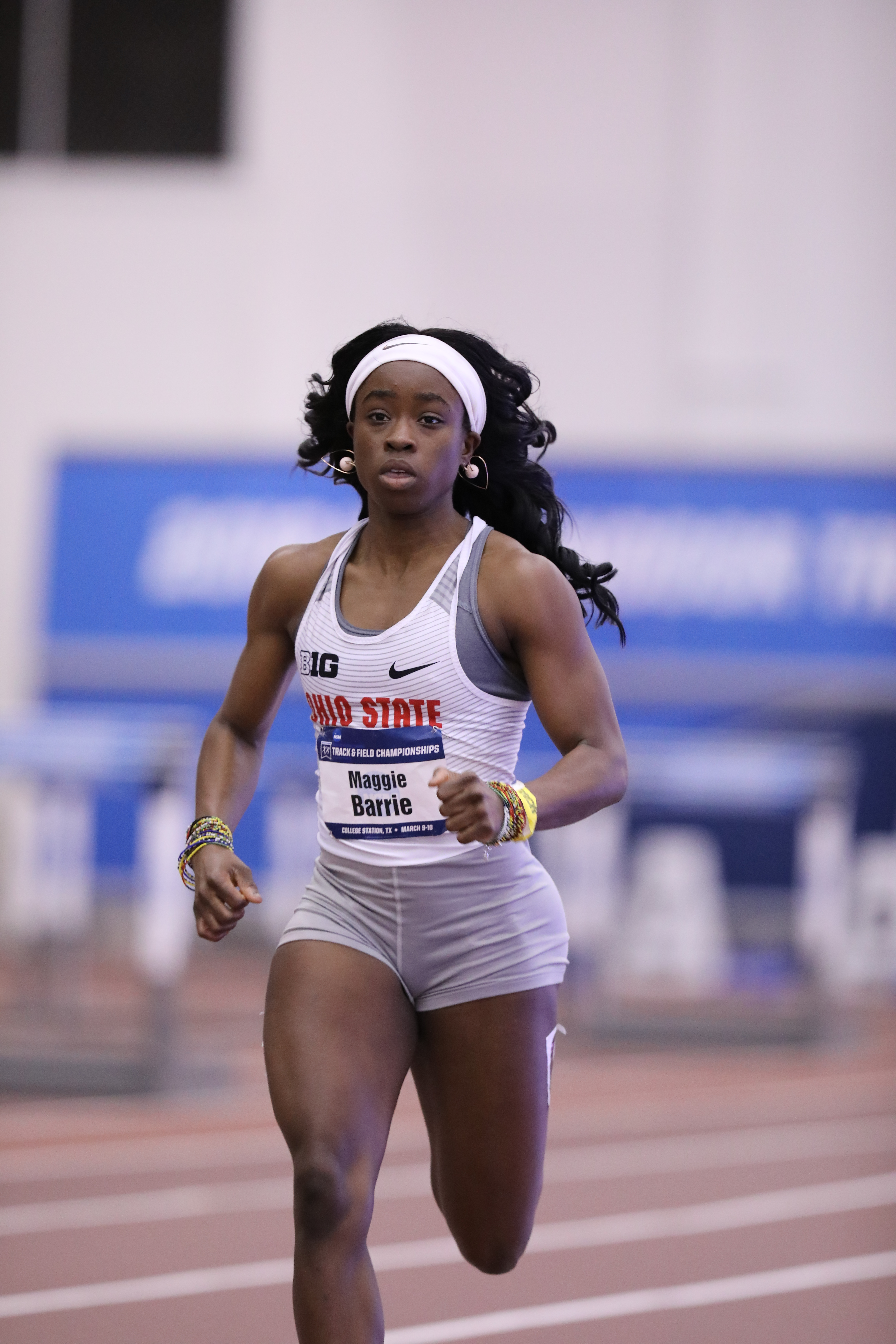
Maggie Barrie – Rang sieben
Farzaneh Fasihi – Rang acht

### Lauf 4

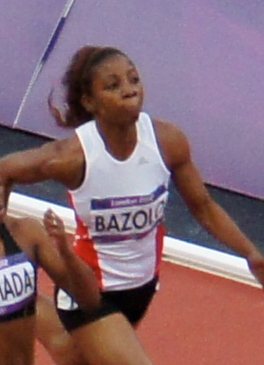
Lorène Bazolo – ausgeschieden als Vierte des vierten Vorlaufs
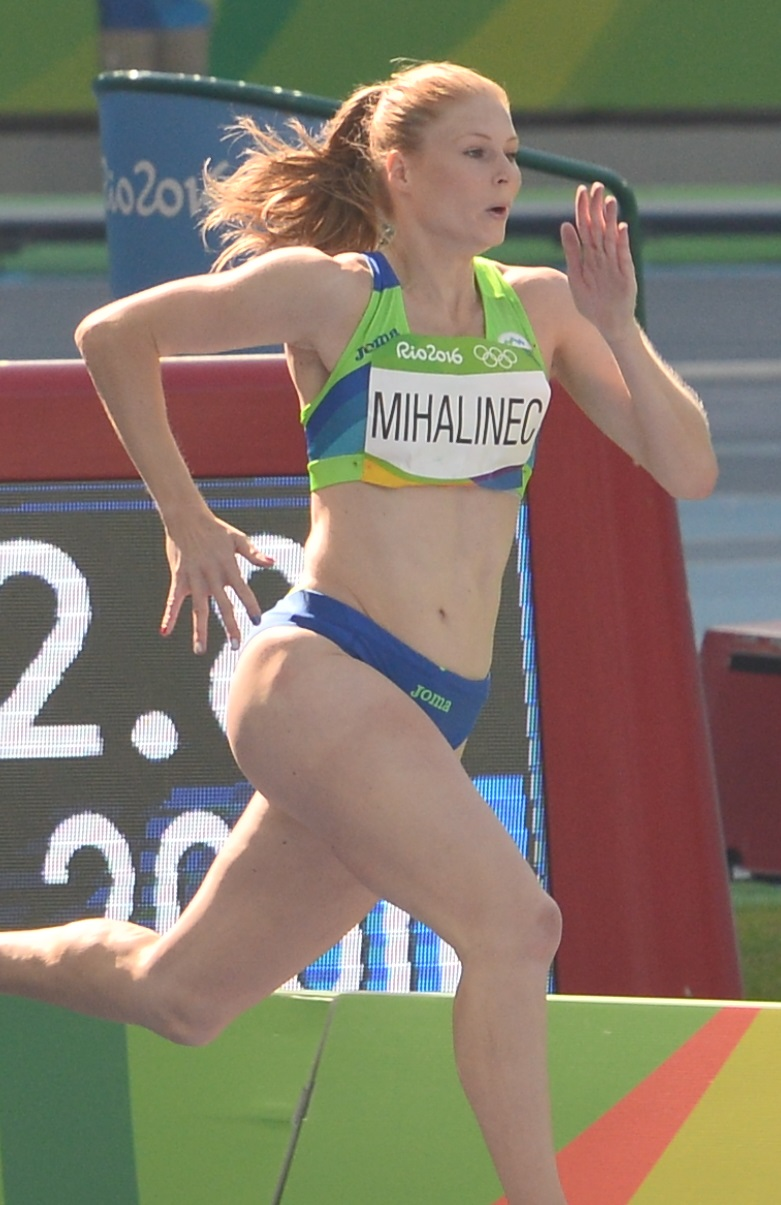
Maja Mihalinec Zidar – ausgeschieden als Fünfte des vierten Vorlaufs
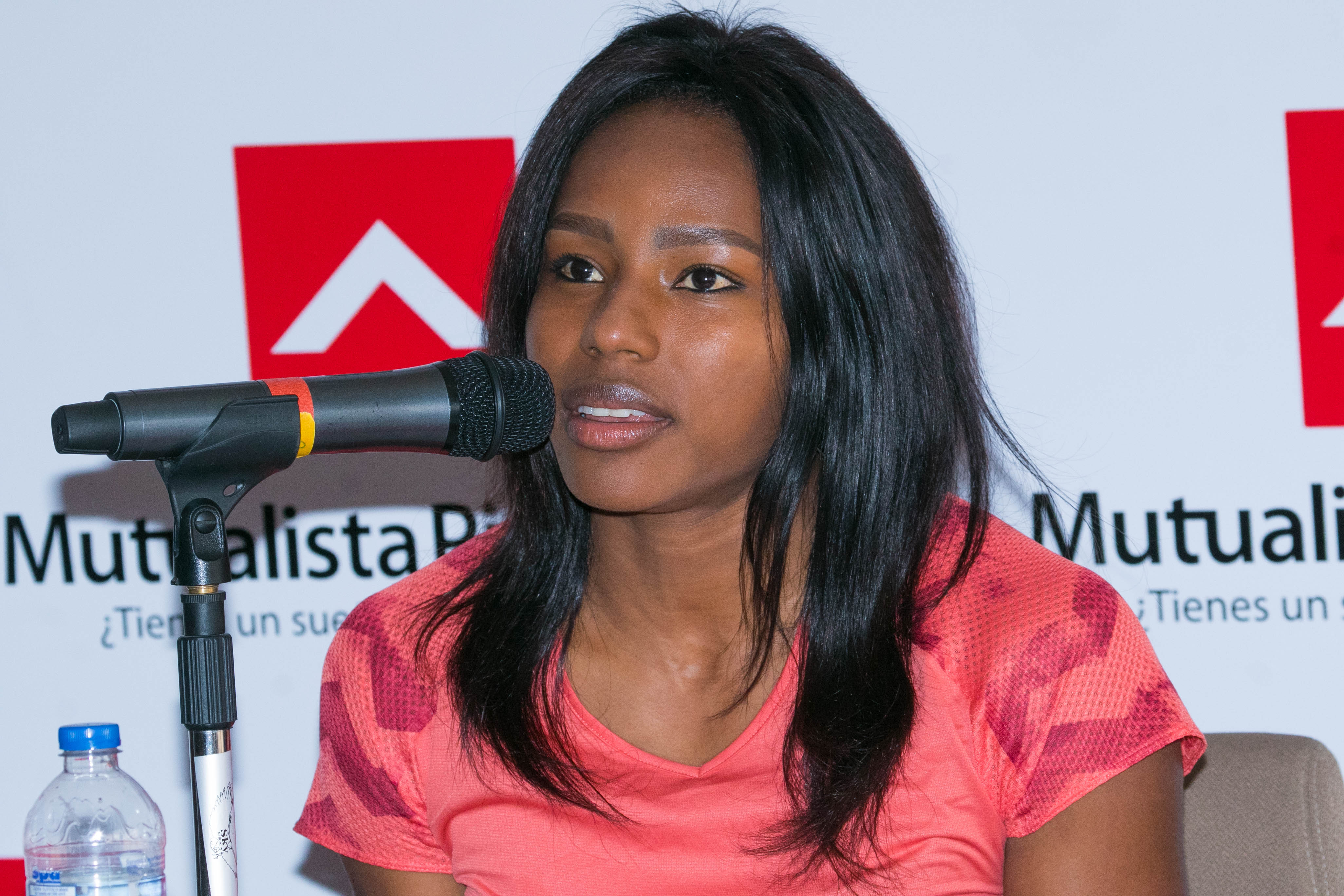
Ángela Tenorio– ausgeschieden als Sechste des vierten Vorlaufs

30. Juli 2021, Start: 12:39 Uhr (05:39 Uhr MESZ)
Wind: −0,3 m/s
| Platz | Name                  | Nation              | Zeit (s) | Anmerkung |
| ----- | --------------------- | ------------------- | -------- | --------- |
| 1     | Marie-Josée Ta Lou    | Elfenbeinküste      | 10,78    | AF        |
| 2     | Daryll Neita          | Großbritannien      | 10,96    | PB        |
| 3     | Crystal Emmanuel      | Kanada              | 11,18    |           |
| 4     | Lorène Bazolo         | Portugal            | 11,31    |           |
| 5     | Maja Mihalinec Zidar  | Slowenien           | 11,54    | SB        |
| 6     | Ángela Tenorio        | Ecuador             | 11,59    |           |
| 7     | Amya Clarke           | St. Kitts und Nevis | 11,71    |           |
| DNS   | Vitória Cristina Rosa | Brasilien           |          |           |

### Lauf 5

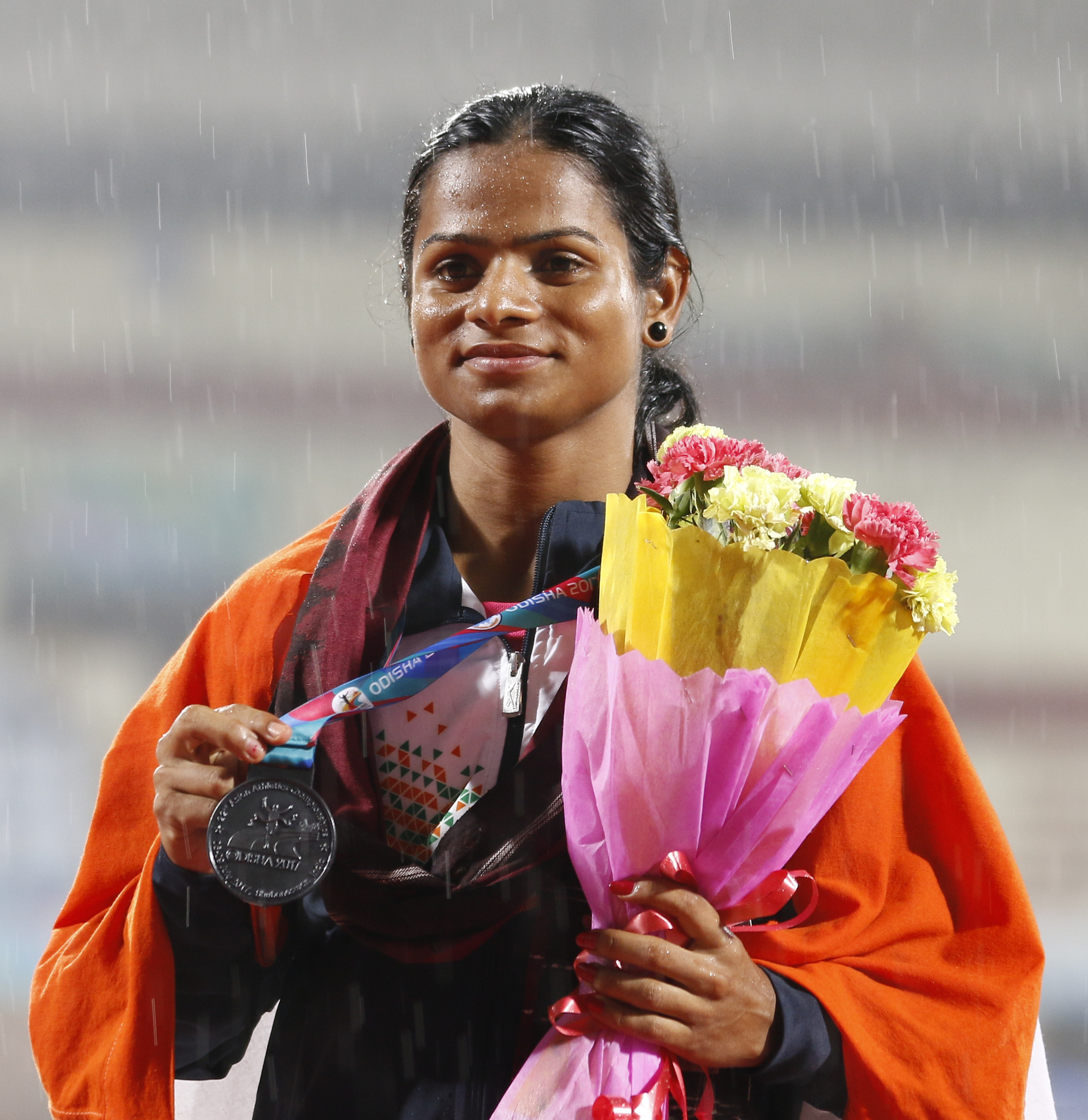
Dutee Chand – ausgeschieden als Siebte des fünften Vorlaufs

30. Juli 2021, Start: 12:47 Uhr (05:47 Uhr MESZ)
Wind: +1,3 m/s
| Platz | Name                          | Nation       | Zeit (s) | Anmerkung |
| ----- | ----------------------------- | ------------ | -------- | --------- |
| 1     | Shelly-Ann Fraser-Pryce       | Jamaika      | 10,84    |           |
| 2     | Ajla Del Ponte                | Schweiz      | 10,91    | NR        |
| 3     | Nzubechi Grace Nwokocha       | Nigeria      | 11,00    | PB        |
| 4     | Gina Bass                     | Gambia       | 11,12    | NR        |
| 5     | Rafaela Spanoudaki-Chatziriga | Griechenland | 11,45    |           |
| 6     | Inna Eftimowa                 | Bulgarien    | 11,46    |           |
| 7     | Dutee Chand                   | Indien       | 11,54    |           |
| 8     | Carla Scicluna                | Malta        | 12,16    |           |

### Lauf 6

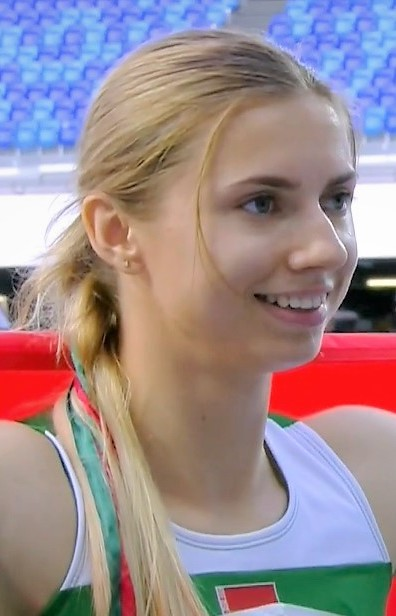
Kryszina Zimanouskaja – ausgeschieden als Vierte des sechsten Vorlaufs

30. Juli 2021, Start: 12:55 Uhr (05:55 Uhr MESZ)
Wind: −0,1 m/s
| Platz | Name                  | Nation         | Zeit (s) |
| ----- | --------------------- | -------------- | -------- |
| 1     | Blessing Okagbare     | Nigeria        | 11,05    |
| 2     | Asha Philip           | Großbritannien | 11,31    |
| 3     | Tynia Gaither         | Bahamas        | 11,34    |
| 4     | Kryszina Zimanouskaja | Belarus        | 11,47    |
| 5     | María Isabel Pérez    | Spanien        | 11,51    |
| 6     | Natacha Ngoye Akamabi | Republik Kongo | 11,52    |
| 7     | Azreen Nabila Alias   | Malaysia       | 11,91    |

### Lauf 7

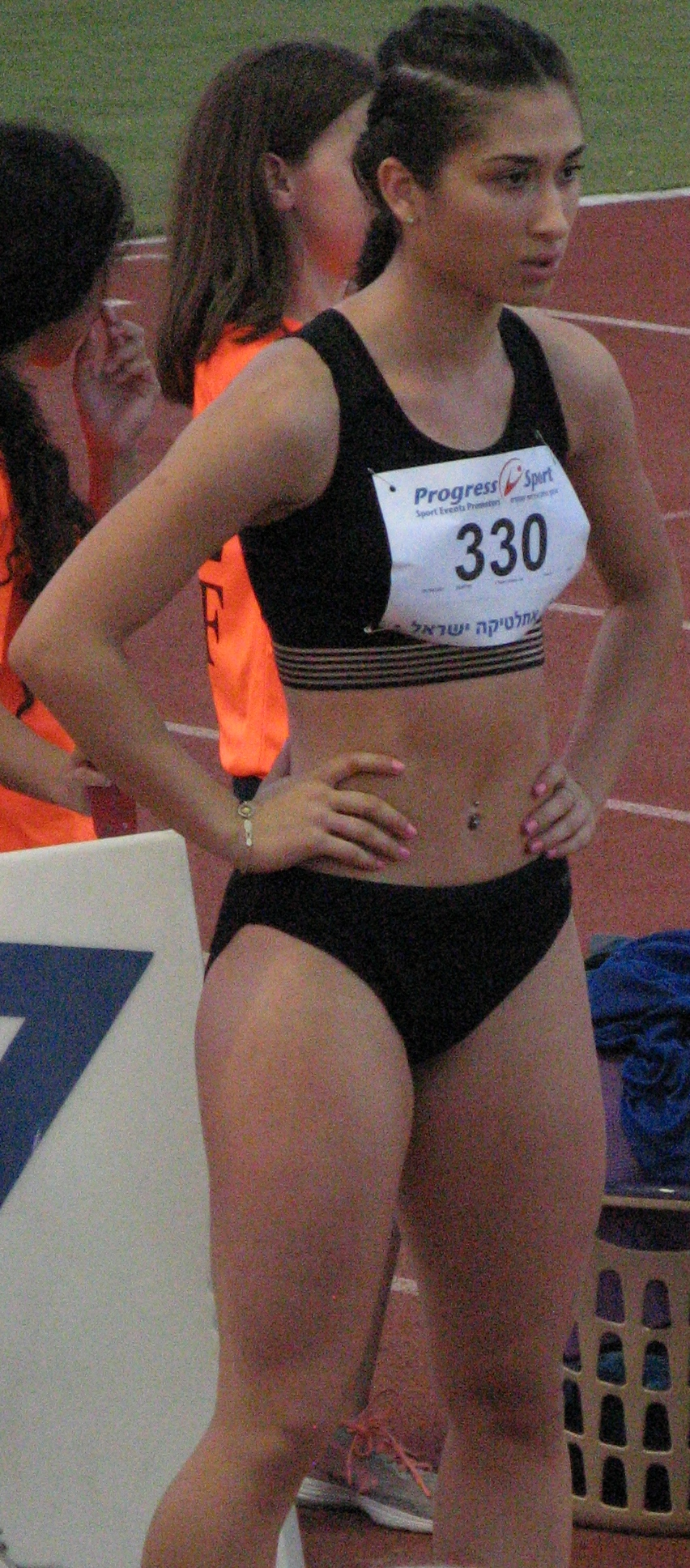
Diana Vaisman – ausgeschieden als Vierte des siebten Vorlaufs
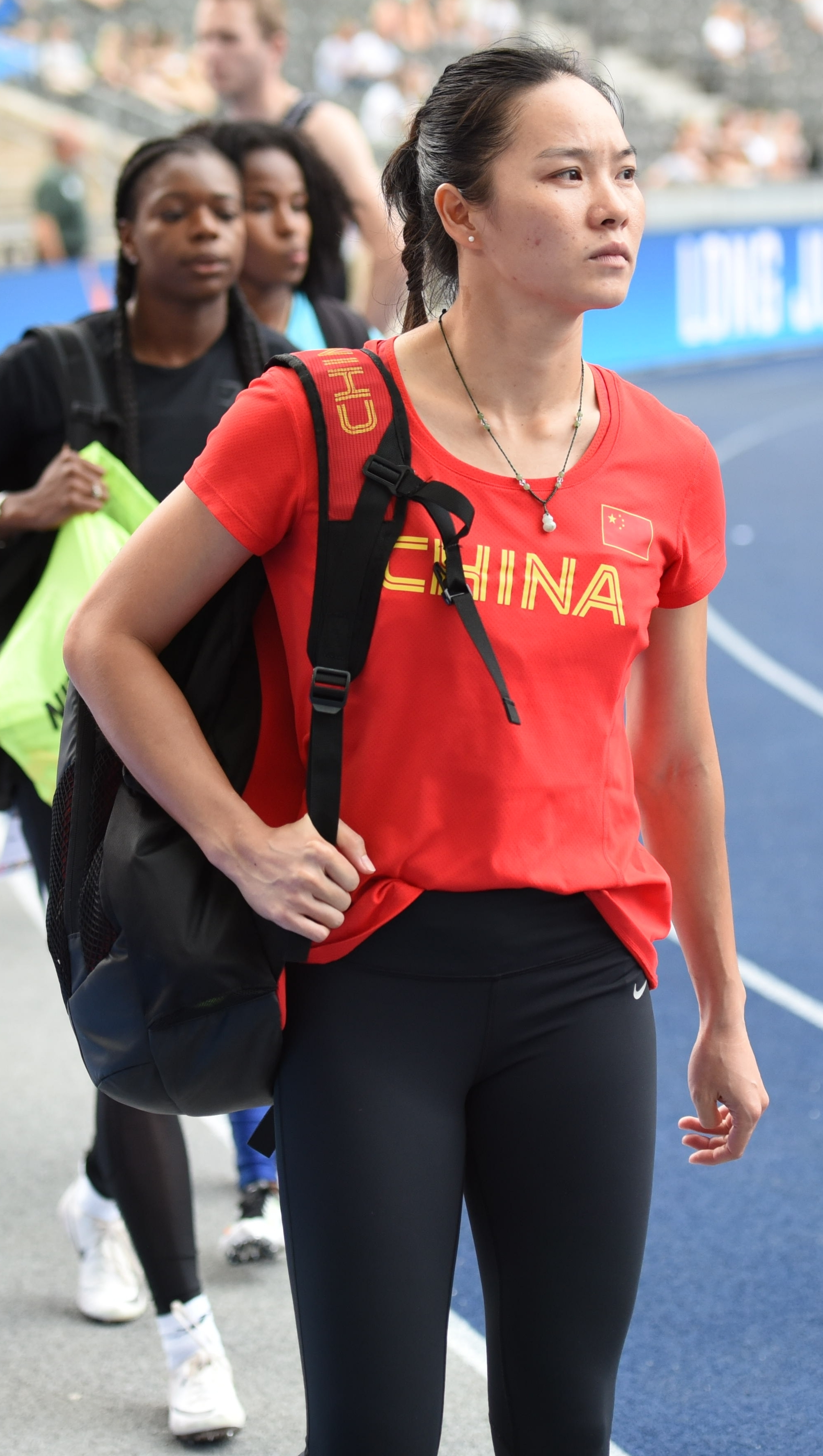
Wei Yongli – ausgeschieden als Sechste des siebten Vorlaufs
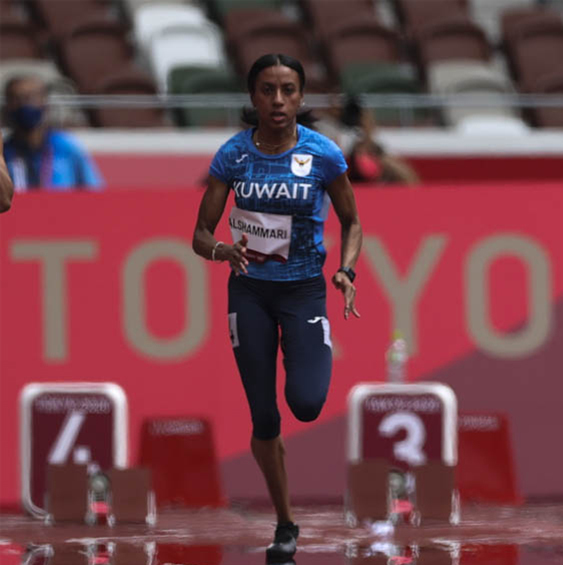
Mudhawi al-Shammari – ausgeschieden als Achte des siebten Vorlaufs

30. Juli 2021, Start: 13:03 Uhr (06:03 Uhr MESZ)
Wind: −0,2 m/s
| Platz | Name                | Nation              | Zeit (s) | Anmerkung |
| ----- | ------------------- | ------------------- | -------- | --------- |
| 1     | Michelle-Lee Ahye   | Trinidad und Tobago | 11,06    |           |
| 2     | Shericka Jackson    | Jamaika             | 11,07    |           |
| 3     | Jenna Prandini      | USA                 | 11,11    | SB        |
| 4     | Diana Vaisman       | Israel              | 11,27    | SB        |
| 5     | Hana Basic          | Australien          | 11,32    |           |
| 6     | Wei Yongli          | Volksrepublik China | 11,48    | SB        |
| 7     | Jasmine Abrams      | Guyana              | 11,49    |           |
| 8     | Mudhawi al-Shammari | Kuwait              | 11,81    |           |

## Halbfinale
Das Halbfinale umfasste drei Läufe, Für das Finale qualifizierten sich pro Lauf die ersten beiden Athletinnen (hellblau unterlegt). Darüber hinaus kamen die zwei Zeitschnellsten – Lucky Loser (hellgrün unterlegt) – weiter.

### Lauf 1

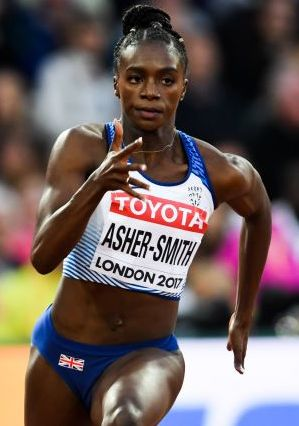
Dina Asher-Smith – ausgeschieden als Dritte des ersten Halbfinals

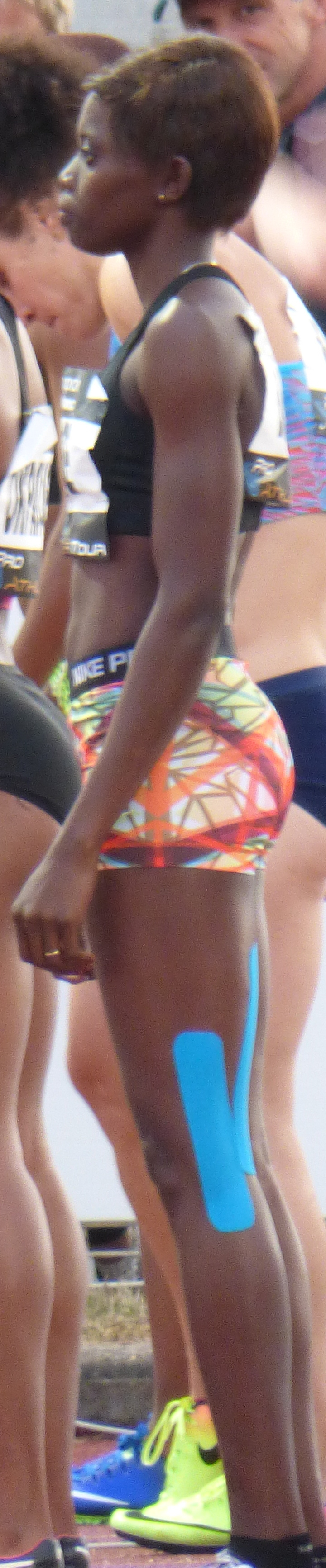
Gina Bass – ausgeschieden als Sechste des dritten Halbfinals
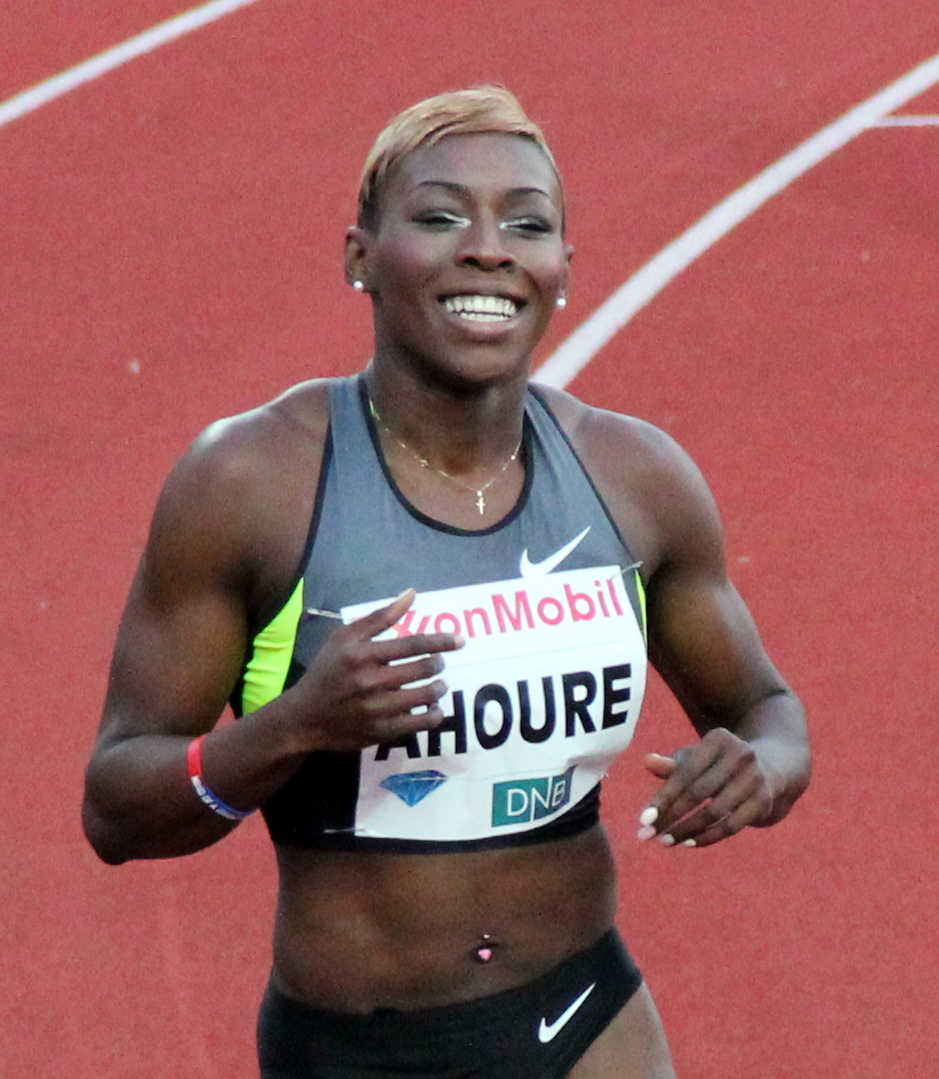
Murielle Ahouré – ausgeschieden als Siebte des dritten Halbfinals
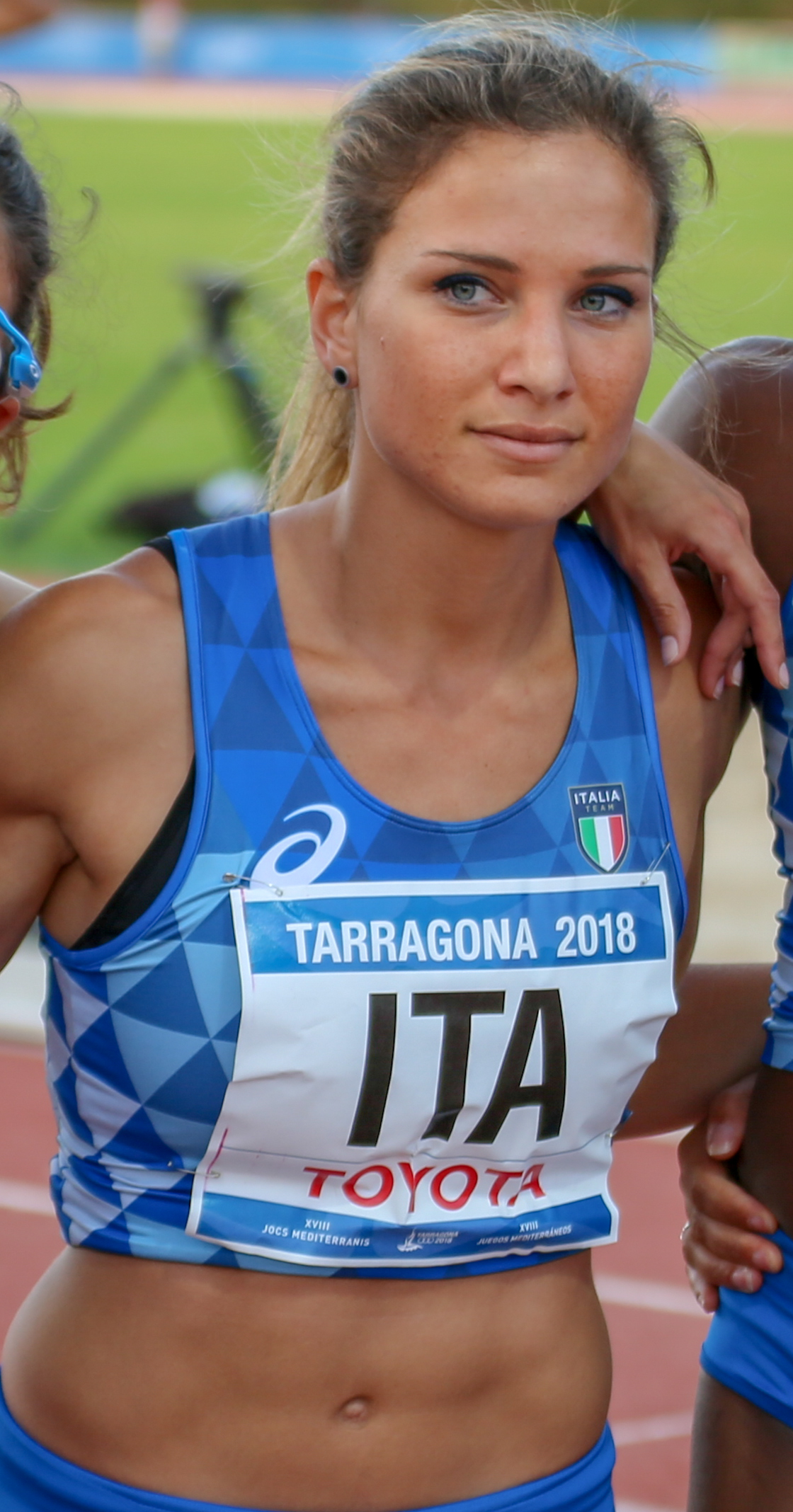
Anna Bongiorni – ausgeschieden als Achte des dritten Halbfinals

31. Juli 2021, Start: 19:15 Uhr (12:15 Uhr MESZ)
Wind: ±0,0 m/s
| Platz | Name                  | Nation         | Zeit (s) | Anmerkung |
| ----- | --------------------- | -------------- | -------- | --------- |
| 1     | Elaine Thompson-Herah | Jamaika        | 10,76    |           |
| 2     | Ajla Del Ponte        | Schweiz        | 11,01    |           |
| 3     | Dina Asher-Smith      | Großbritannien | 11,05    |           |
| 4     | Jenna Prandini        | USA            | 11,11    | SB        |
| 5     | Khamica Bingham       | Kanada         | 11,22    |           |
| 6     | Tynia Gaither         | Bahamas        | 11,31    |           |
| 7     | Tatjana Pinto         | Deutschland    | 11,35    |           |
| DNS   | Blessing Okagbare     | Nigeria        |          |           |

Weitere im ersten Halbfinale ausgeschiedene Sprinterinnen:

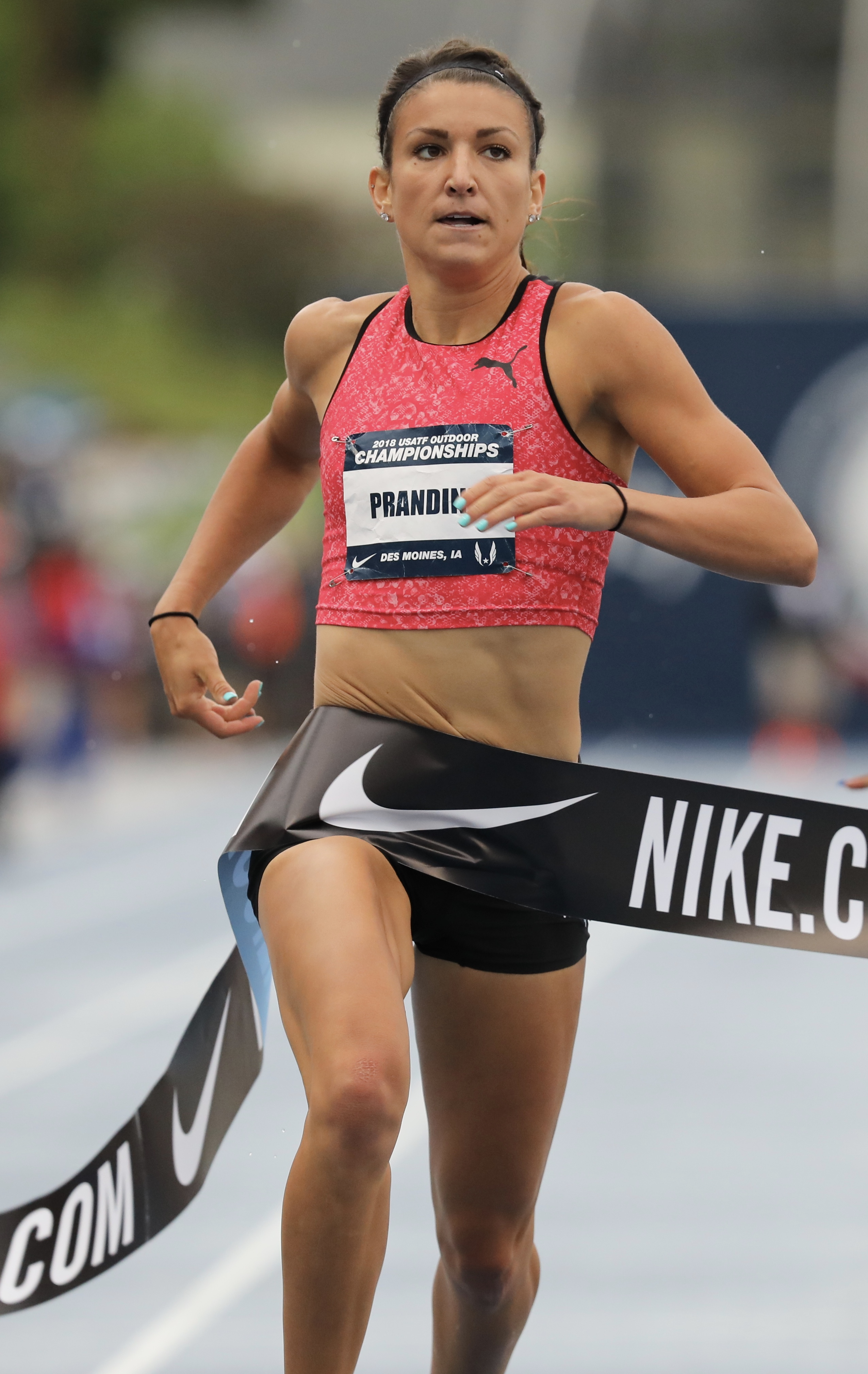
Jenna Prandini – Rang vier
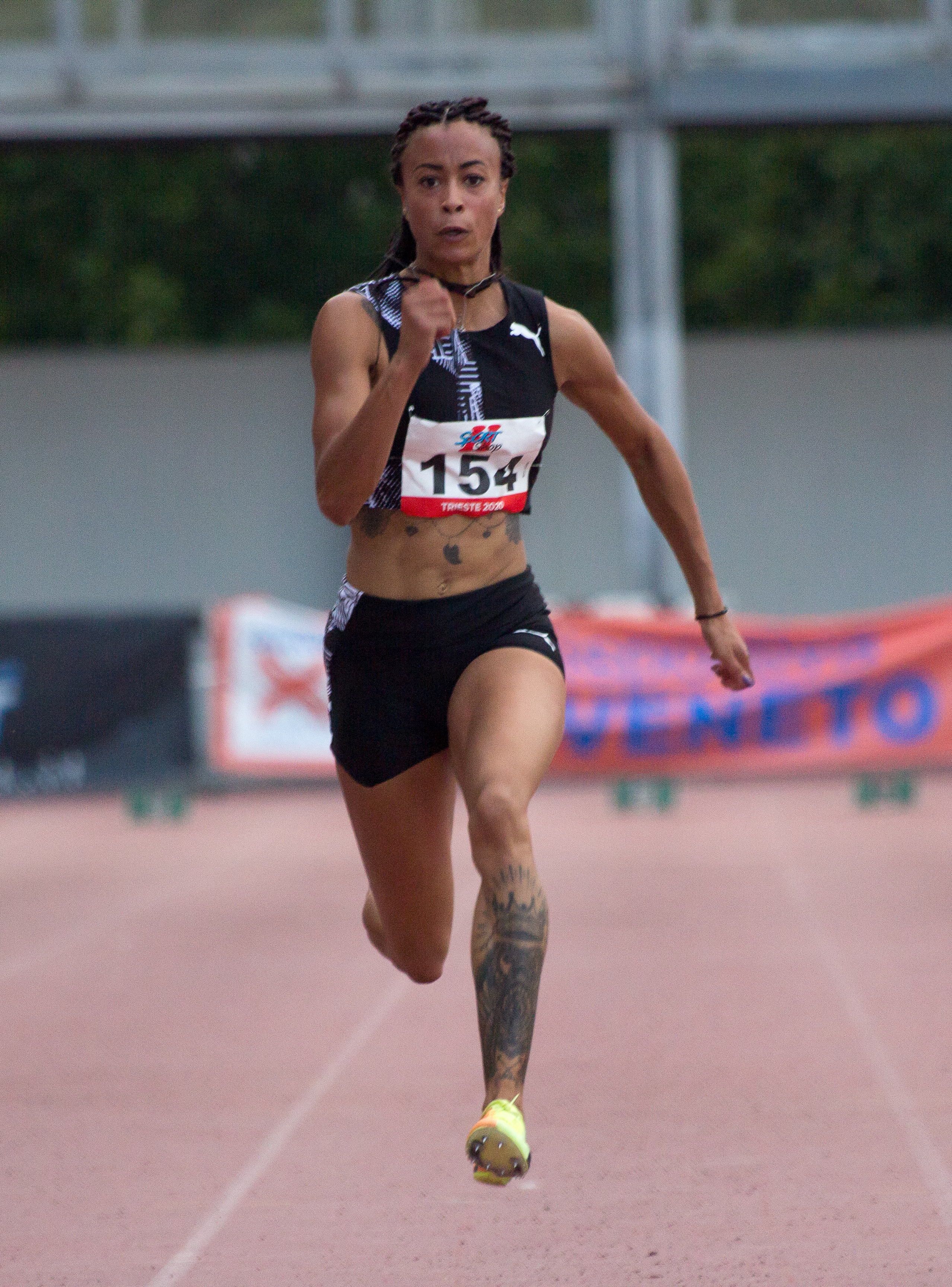
Tatjana Pinto – Rang sieben
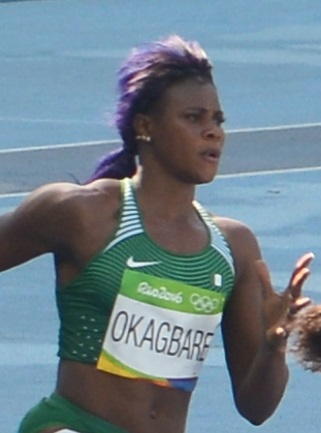
Blessing Okagbare – nicht angetreten

### Lauf 2

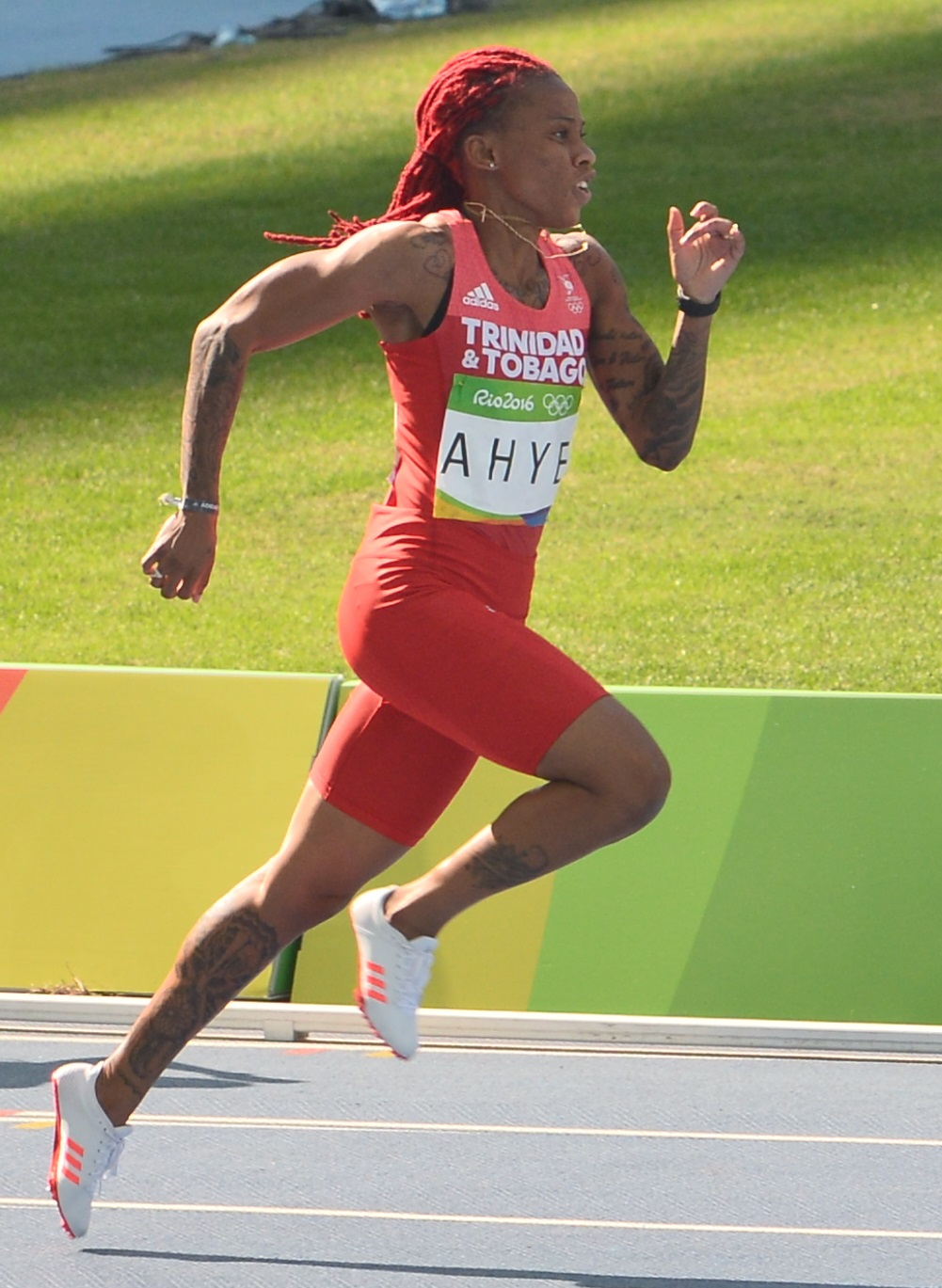
Michelle-Lee Ahye – ausgeschieden als Dritte des zweiten Halbfinals
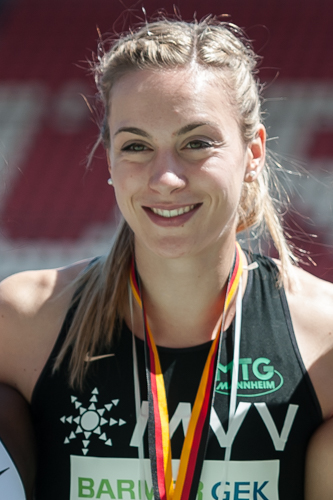
Alexandra Burghardt – ausgeschieden als Vierte des zweiten Halbfinals

31. Juli 2021, Start: 19:23 Uhr (12:23 Uhr MESZ)
Wind: −0,2 m/s
| Platz | Name                | Nation              | Zeit (s) | Anmerkung |
| ----- | ------------------- | ------------------- | -------- | --------- |
| 1     | Marie-Josée Ta Lou  | Elfenbeinküste      | 10,79    | (,784)    |
| 2     | Shericka Jackson    | Jamaika             | 10,79    | (,787)    |
| 3     | Michelle-Lee Ahye   | Trinidad und Tobago | 11,00    | SB        |
| 4     | Alexandra Burghardt | Deutschland         | 11,07    |           |
| 5     | Javianne Oliver     | USA                 | 11,08    |           |
| 6     | Crystal Emmanuel    | Kanada              | 11,21    |           |
| 7     | Ge Manqi            | Volksrepublik China | 11,22    |           |
| 8     | Asha Philip         | Großbritannien      | 11,30    |           |

Weitere im zweiten Halbfinale ausgeschiedene Sprinterinnen:

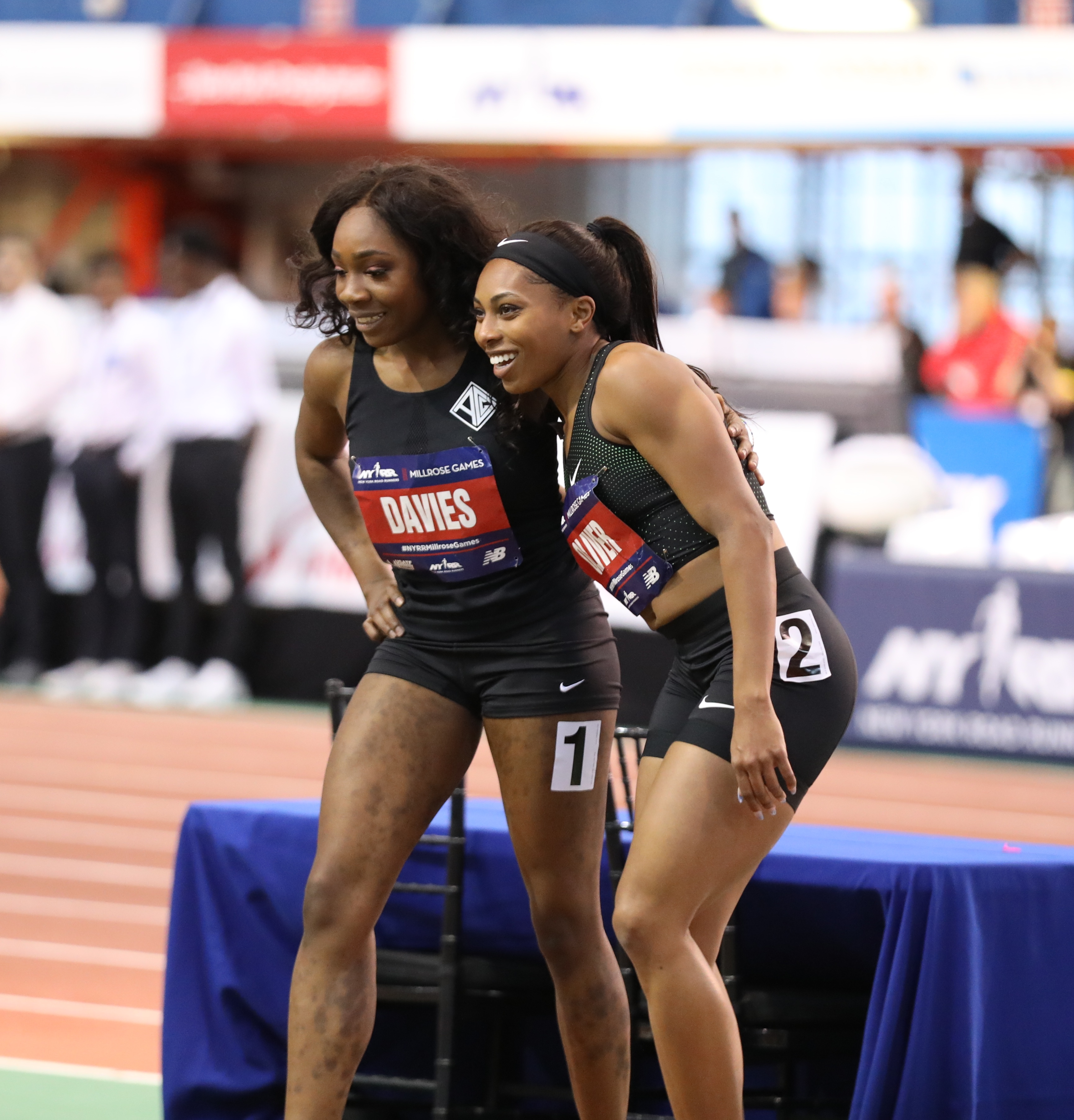
Javianne Oliver (rechts) – Rang fünf
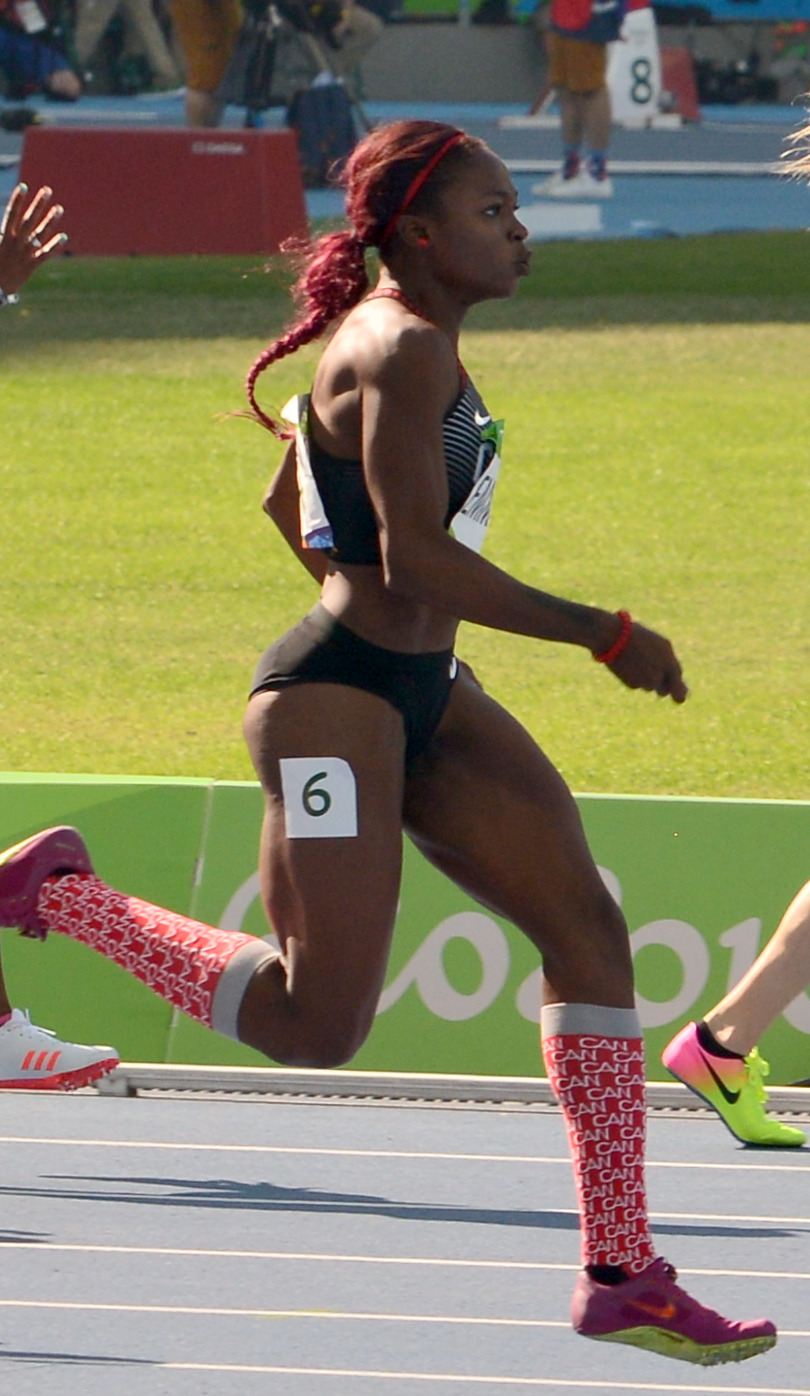
Crystal Emmanuel – Rang sechs
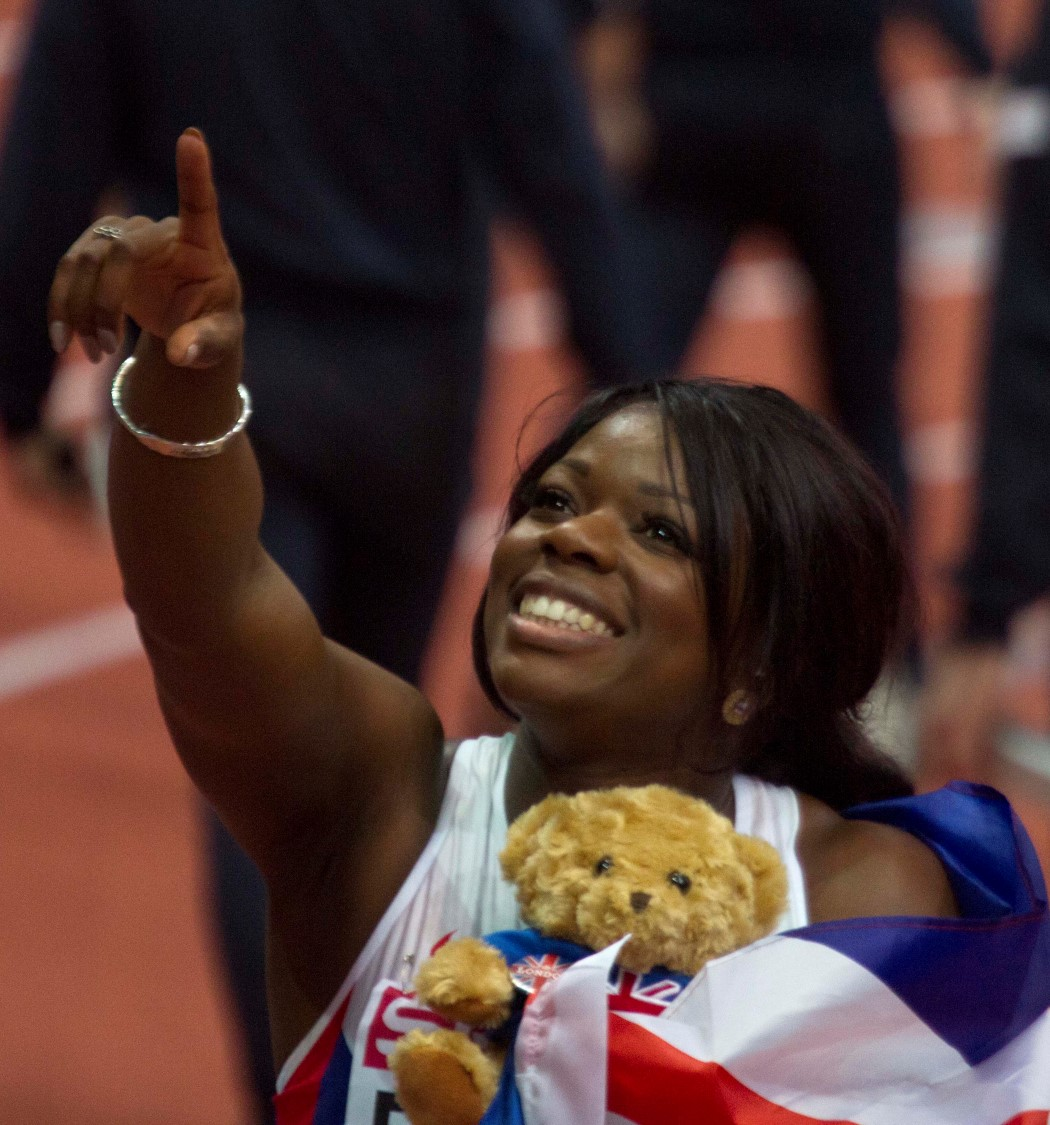
Asha Philip – Rang acht

### Lauf 3
- Gina Bass – ausgeschieden
als Sechste des dritten Halbfinals
- Murielle Ahouré – ausgeschieden
als Siebte des dritten Halbfinals
- Anna Bongiorni – ausgeschieden
als Achte des dritten Halbfinals

31. Juli 2021, Start: 19:31 Uhr (12:31 Uhr MESZ)
Wind: +0,3 m/s
| Platz | Name                    | Nation         | Zeit (s) | Anmerkung |
| ----- | ----------------------- | -------------- | -------- | --------- |
| 1     | Shelly-Ann Fraser-Pryce | Jamaika        | 10,73    |           |
| 2     | Mujinga Kambundji       | Schweiz        | 10,96    |           |
| 3     | Teahna Daniels          | USA            | 10,98    | PB        |
| 4     | Daryll Neita            | Großbritannien | 11,00    |           |
| 5     | Nzubechi Grace Nwokocha | Nigeria        | 11,07    |           |
| 6     | Gina Bass               | Gambia         | 11,16    |           |
| 7     | Murielle Ahouré         | Elfenbeinküste | 11,28    |           |
| 8     | Anna Bongiorni          | Italien        | 11,38    |           |

## Finale

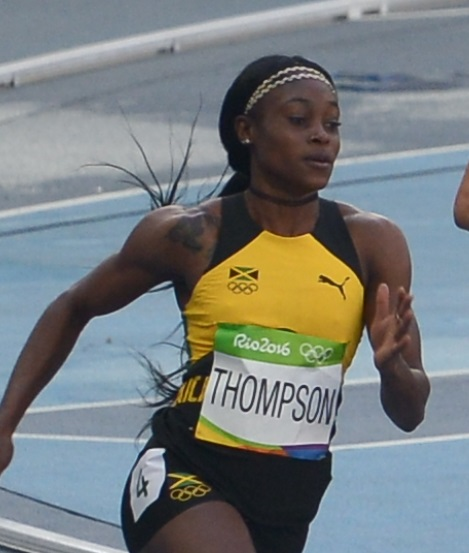
Elaine Thompson-Herah – erstes Gold in Tokio für die Sprintdoppelsiegerin von 2016

31. Juli 2021, Start: 21:50 Uhr (14:50 Uhr MESZ)
Wind: −0,6 m/s
| Platz | Name                    | Nation         | Zeit (s) | Anmerkung |
| ----- | ----------------------- | -------------- | -------- | --------- |
| 1     | Elaine Thompson-Herah   | Jamaika        | 10,61    | OR        |
| 2     | Shelly-Ann Fraser-Pryce | Jamaika        | 10,74    |           |
| 3     | Shericka Jackson        | Jamaika        | 10,76    | PB        |
| 4     | Marie-Josée Ta Lou      | Elfenbeinküste | 10,91    |           |
| 5     | Ajla Del Ponte          | Schweiz        | 10,97    |           |
| 6     | Mujinga Kambundji       | Schweiz        | 10,99    |           |
| 7     | Teahna Daniels          | USA            | 11,02    |           |
| 8     | Daryll Neita            | Großbritannien | 11,12    |           |

Mit Spannung wurde für dieses Finale ein Duell zwischen Shelly-Ann Fraser-Pryce und Elaine Thompson-Herah erwartet. Zusammen hatten die beiden Jamaikanerinnen seit mehr als einem Jahrzehnt die Sprints der Frauen dominiert. Thompson-Herah hatte bei den letzten Spielen triumphiert. Fraser-Pryce war die Olympiasiegerin von 2008 und 2012 und hatte bei den Weltmeisterschaften von 2013 bis 2019 mit Ausnahme von 2017 immer vorne gelegen. Im Juni war sie mit 10,63 Sekunden die schnellste Zeit seit 33 Jahren gelaufen. Aber auch Marie-Josée Ta Lou von der Elfenbeinküste und die dritte Jamaikanerin Shericka Jackson, zuvor eigentlich mehr auf der 400-Meter-Strecke zuhause, hatten in den Halbfinals einen sehr starken Eindruck hinterlassen.
Die Atmosphäre in diesem 60.000 Zuschauer fassenden Stadion, in dem es jedoch wegen der COVID-19-Pandemie keine Zuschauer gab, war seltsam, das unaufhörliche Summen der Zikaden von außerhalb der Arena war deutlich zu hören. Ansonsten waren die äußeren Bedingungen mit hohen Temperaturen ideal für die Sprinterinnen.
Vom Start weg lagen Fraser-Pryce und Thompson-Herah vorn. Für einen kurzen Moment liefen sie nebeneinander auf gleicher Höhe, schnell jedoch löste sich Elaine Thompson-Herah von ihrer Konkurrentin und dominierte dieses Rennen. In 10,61 Sekunden ging sie durchs Ziel und verbesserte damit den olympischen Rekord der US-Amerikanerin Florence Griffith-Joyner aus dem Jahr 1988 um eine Hundertstelsekunde. Shelly-Ann Fraser-Pryce gewann die Silbermedaille in 10,74 s. Nur zwei Hundertstelsekunden hinter ihr kam Shericka Jackson auf den dritten Platz und sorgte so für einen Dreifacherfolg der jamaikanischen Läuferinnen.
Marie-Josée Ta Lou wurde Vierte in 10,91 s und auch die beiden Schweizerinnen Ajla Del Ponte als Fünfte in 10,97 s und Mujinga Kambundji (10,99 s) blieben noch unter elf Sekunden. Sie hatten beide in den Vorläufen zuvor den Schweizer Landesrekord auf zuletzt 10,91 s (Del Ponte) verbessert. Siebte wurde Teahna Daniels, die einzige US-Amerikanerin in diesem Finale (11,02 s), vor der Britin Daryll Neita in 11,12 s.
Eine Harmonie unter den Jamaikanerinnen war nicht zu spüren, nach dem Rennen und später bei der Siegerehrung wurde deutlich, wie sehr die Konkurrenz vor allem zwischen Fraser-Pryce und Thompson-Herah das Verhältnis untereinander prägte.

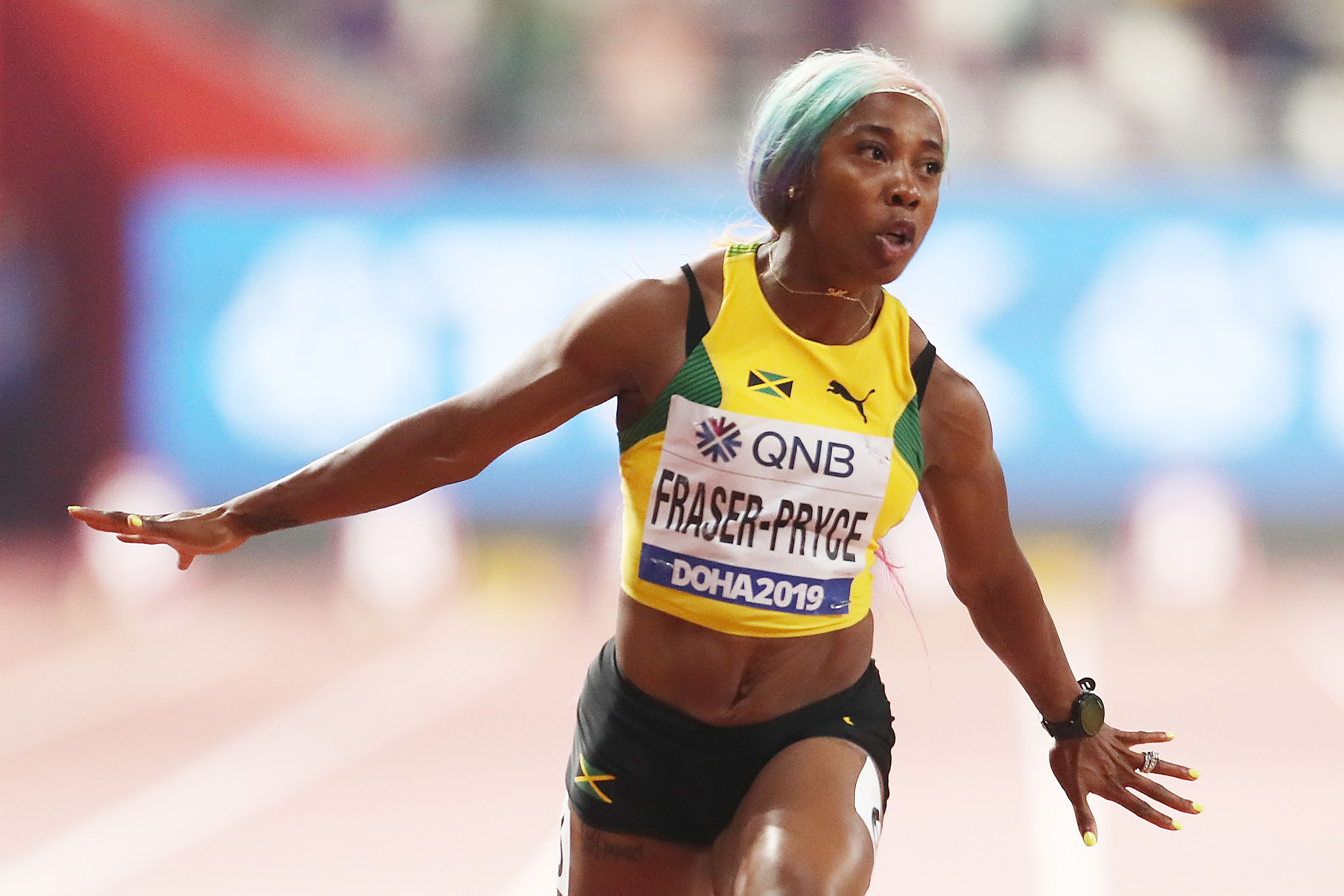
Silbermedaillengewinnerin Shelly-Ann Fraser-Pryce
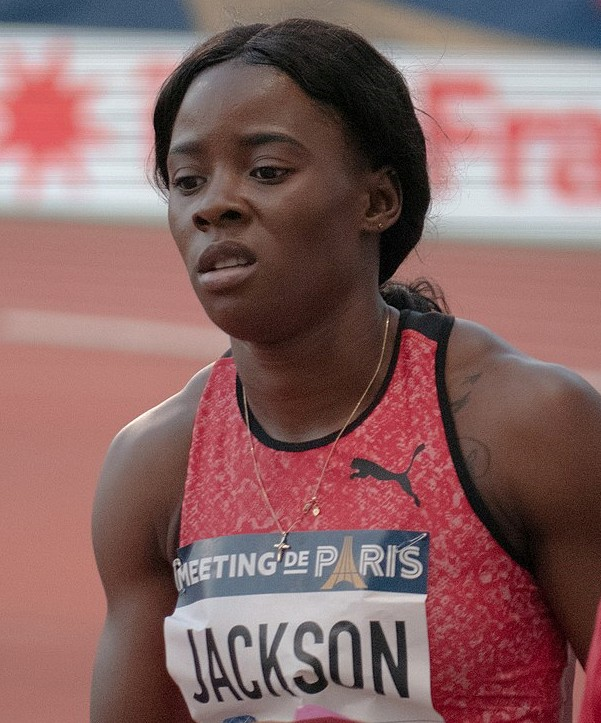
Bronzemedaillengewinnerin Shericka Jackson machte den Dreifacherfolg für Jamaika komplett

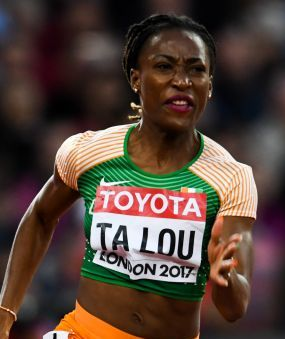
Marie-Josée Ta Lou erreichte Platz vier
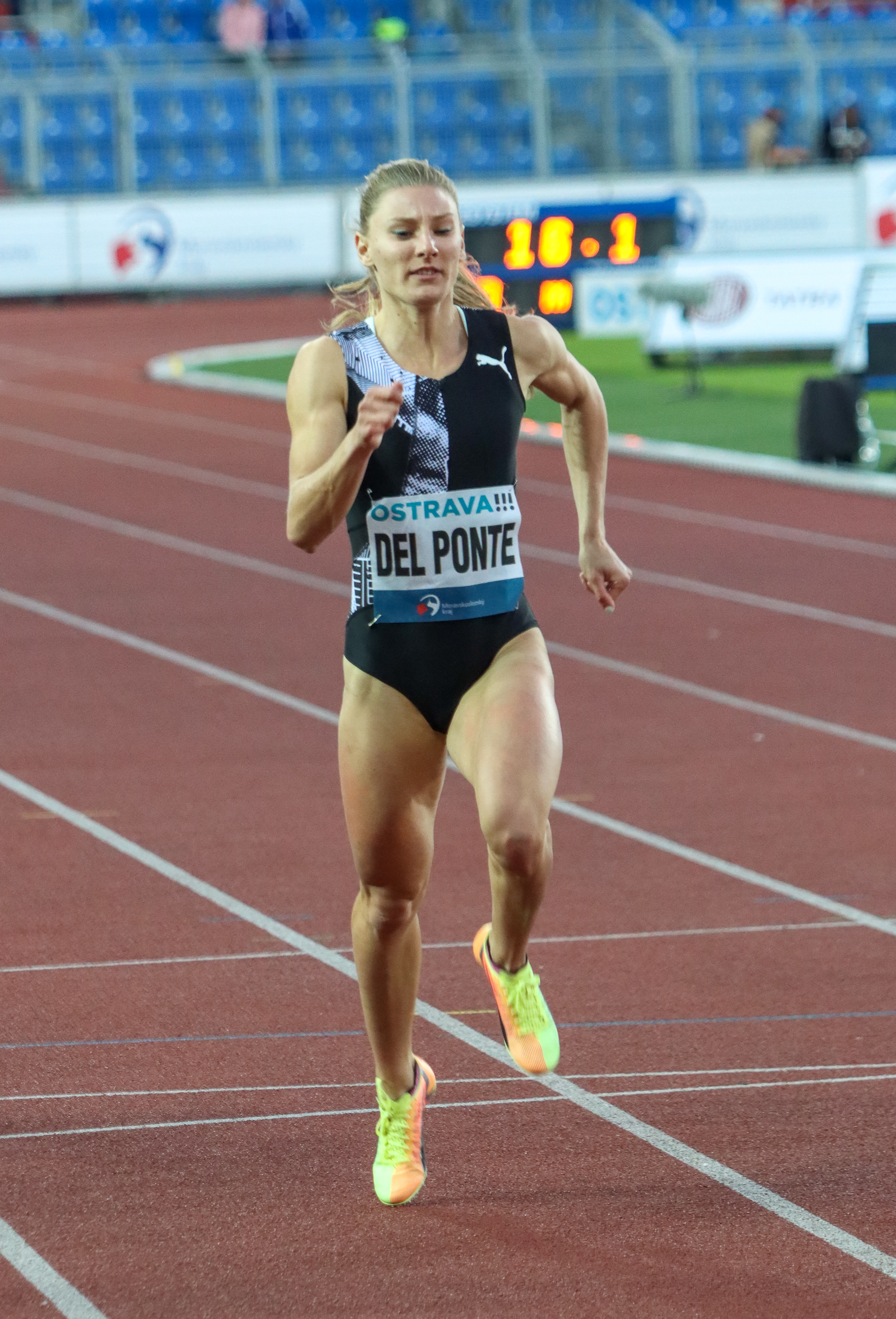
Ajla Del Ponte war im Vorlauf Landesrekord für die Schweiz gelaufen und belegte im Finale Rang fünf
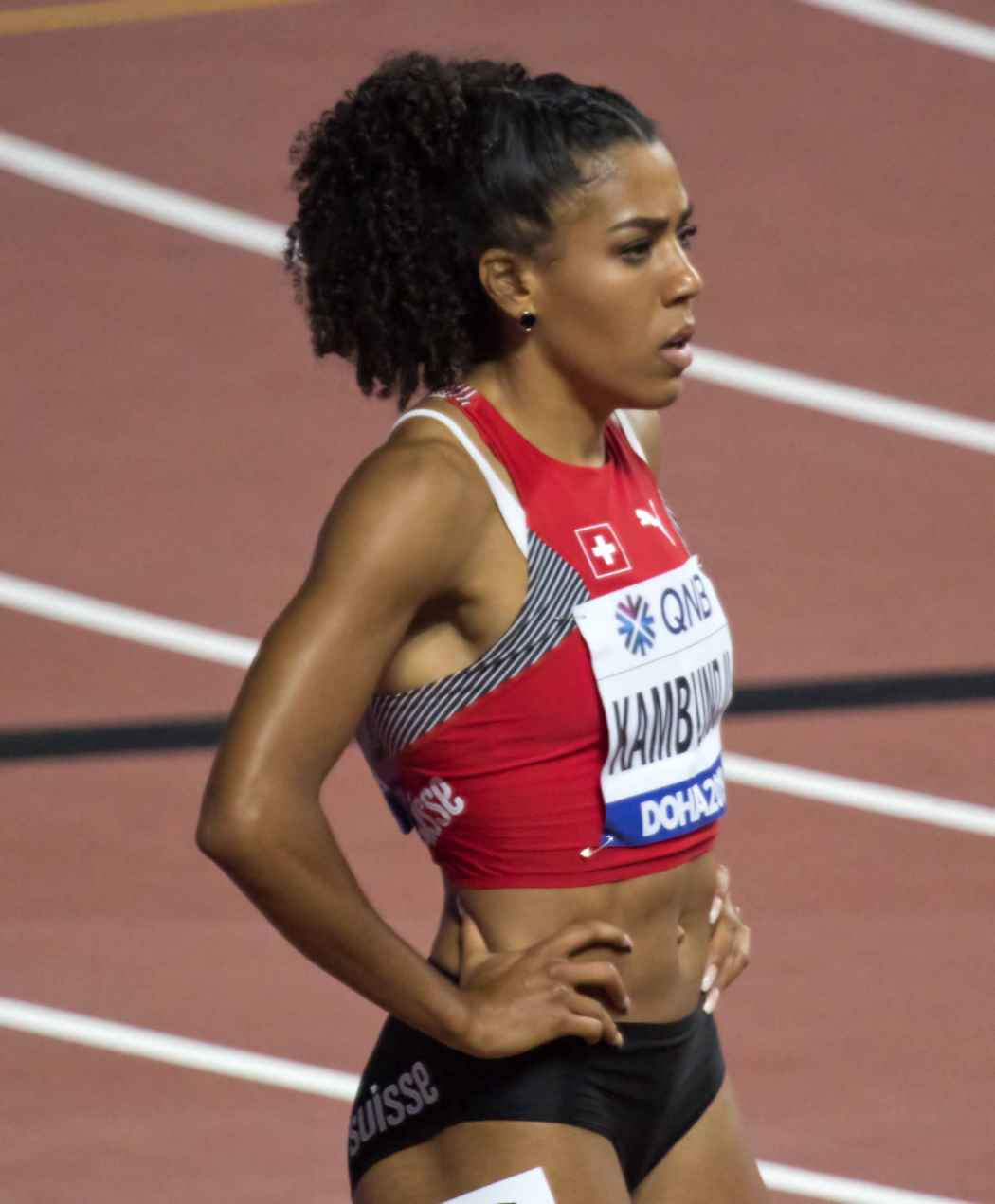
Die sechstplatzierte Mujinga Kambundji hatte in ihrem Vorlauf einen Schweizer Rekord aufgestellt, den Del Ponte nur wenig später nochmals steigerte
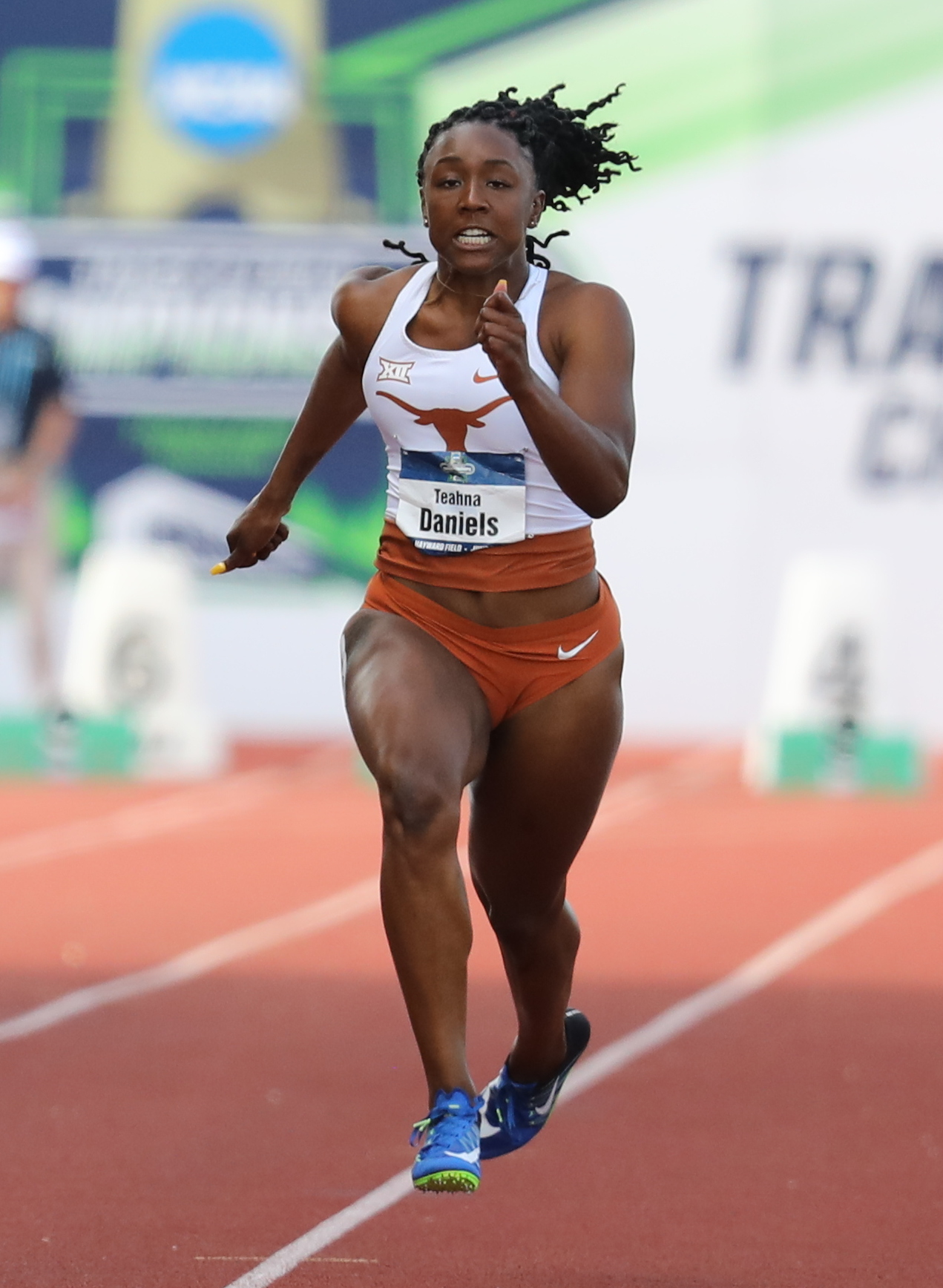
Teahna Daniels belegte Rang sieben
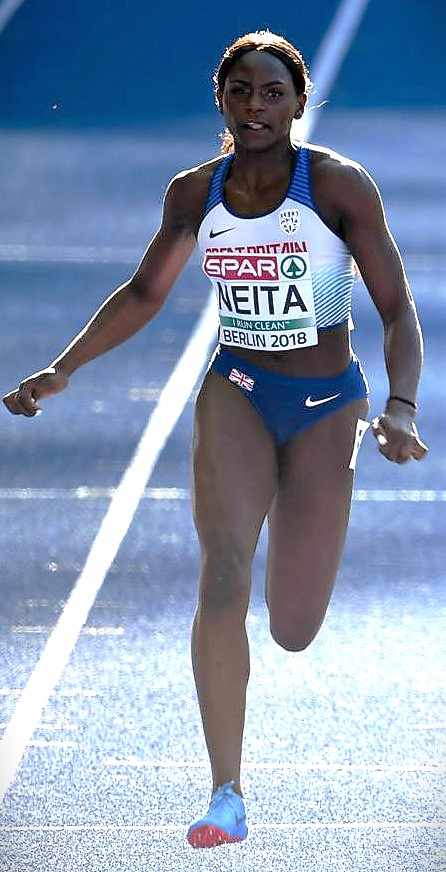
Die Olympiaachte Daryll Neita

## Videolinks
- Women's 100m final, Tokyo Replays, youtube.com, abgerufen am 29. Mai 2022
- WOMEN'S 100M FINAL, Athletics – Highlights, Olympic Games - Tokyo 2020, youtube.com, abgerufen am 29. Mai 2022
- ATHLETICS, Women's 100m - Semi Finals – Highlights, Olympic Games - Tokyo 2020, youtube.com, abgerufen am 29. Mai 2022